# Bunuri mobile din domeniul artă plastică clasate în patrimoniul cultural național al României aflate în județul Constanța
Acestă listă conține bunurile mobile din domeniul artă plastică clasate în Patrimoniul cultural național al României aflate la momentul clasării în județul Constanța.

## Tezaur
| Foto | Informații generale                                                             | Detalii tehnice                                                                                               | Descriere | Deținător                 | Legături |
| ---- | ------------------------------------------------------------------------------- | --- | --- | ------------------------- | -------- |
|      | Veneția Autor: Bălțatu, Adam                                                    | Școală: Școală modernă românească Dimensiuni: 642 x 485 mm Material: ulei pe carton                           | Prim-planul acestui peisaj este pictat în contre-jour, ceea ce face ca tonalitatea folosită să se bazeze pe brunuri valorate și reprezintă instalații portuare și ambarcațiuni; clădirile din fundal sunt pictate în lumină, profilându-se pe un cer de vară, acoperit cu nori albi; elemente de interes vizual sunt velele unei ambarcațiuni și calcanul unei construcții de pe cheu. | Muzeul de Artă, Constanța | Cimec    |
|      | Debarcader Autor: Dărăscu, Nicolae                                              | Școală: Școală românească modernă Dimensiuni: 540 x 680 mm Material: ulei pe carton                           | Debarcaderul este o instalație rudimentară din lemn, lângă care se află o barcă cu un vâslaș; pe platforma din lemn se află doi pescari și o tătăroaică în costumație specifică, orientați către direcții opuse; la linia orizontului se vede țărmul, semn că scena este surprinsă într-un golf. | Muzeul de Artă, Constanța | Cimec    |
|      | Veneția Autor: Dărăscu, Nicolae                                                 | Școală: Școală modernă românească Dimensiuni: 500 x 610 mm Material: ulei pe carton                           | Lucrarea este organizată scenografic; în prim plan dreapta este o scară spre cheu, în dreptul căreia și pe care urcă mai multe personaje; parterul unei clădiri alcătuiește latura drepată a tabloului; în stânga și spre orizont, este laguna și o serie de ambarcațiuni; atmosfera, animată, sugerează amurgul unei zile de vară. | Muzeul de Artă, Constanța | Cimec    |
|      | Interior Autor: Dărăscu, Nicolae                                                | Datare: 1929 Școală: Școală modernă românească Dimensiuni: 590 x 720 mm Material: ulei pe carton              | Într-un interior cu pereți tapetați în carouri, se disting un pat cu perne și cuvertură divers colorate, o măsuță acoperită, un dulap, candelabre, platouri de perete, ș.a. Sentimentul care se degajă din acest interior cu aspect oriental este de horor vacui, iar problemele tehnice ale acestei etalări au fost rezolvate în mod adecvat. | Muzeul de Artă, Constanța | Cimec    |
|      | Veneția Autor: Dărăscu, Nicolae                                                 | Școală: Școală românească modernă Dimensiuni: 502 x 613 mm Material: ulei pe pânză                            | În prim plan este pictată apa mării, care primește reflexe colorate de la velatura ambarcațiunii pictată cu o latură către privitor; o parte din vele au fost coborâte, lăsând să se vadă catargul suport; în spate și distribuție perspectivală se află alte catarge; în planul ultim, la linia orizontului aflat la jumătatea tabloului, sunt pictată în lumină, clădiri de pe mal. Culoarea este densă și strălucitoare, iar lumina are un centru de iradiere, care corespunde cu centrul compoziției.                                                   | Muzeul de Artă, Constanța | Cimec    |
|      | Bărci la Veneția Autor: Dărăscu, Nicolae                                        | Școală: Școală românească modernă Dimensiuni: 605 x 495 mm Material: ulie pe pânză                            | În prim plan, pe un canal, se află o barcă, văzută lateral, cu velele strânse; pe ambele laturi ale canalului sunt dispuse, în perspectivă cantitativă, edificii cu mai multe nivele; cele două culise laterale, apropiate, se unesc la linia orizontului. | Muzeul de Artă, Constanța | Cimec    |
|      | Bărci la Chioggia Autor: Dărăscu, Nicolae                                       | Școală: Școală românească modernă Dimensiuni: 705 x 950 mm Material: ulei pe pânză                            | În prim plan, cu prova către privitori, se află mai multe ambarcațiuni cu catarg și velatura strânsă, ancorate la cheu; pe laturi, formând culise către adâncime, sunt pictate clădirile specifice zonei; la linia orizontului, situată în jumătatea superioară a imaginii, se văd siluetele, diminuate de perspectivă, ale altor ambarcațiuni cu catarg. | Muzeul de Artă, Constanța | Cimec    |
|      | La Mangalia Autor: Dimitrescu, Ștefan                                           | Școală: Școală modernă românească Dimensiuni: 700 x 900 mm Material: ulei pe carton                           | Este un peisaj panoramic, văzut din terasa unei cafenele; doi bărbați așezați pe scaun, respectiv pe o bancă, sunt cu spatele față de privitor și cu fața către mare; în jurul lor se află alte scaune, bănci și mese simple din lemn, vopsite în brun sau albastru; trunchiul unui copac delimitează incinta și își întinde partea de jos a coroanei pe întreaga suprafață; pe mare circulă un vapor; digul la care este ancorată o altă ambarcațiune și un acoperiș se profilează, luminoase, pe apele pictate în albastru intens, cu saturații diferite. | Muzeul de Artă, Constanța | Cimec    |
|      | Femeie în roz (Reverie) Autor: Gropeanu, Nicolae                                | Școală: Școală românească modernă Dimensiuni: 745 x 528 mm Material: pastel pe carton                         | O femeie văzută din spate, privind concentrată peste balustrada unui balcon, spre afară. | Muzeul de Artă, Constanța | Cimec    |
|      | Lacul Como Autor: Iorgulescu-Yor, Petre                                         | Școală: Școală românească modernă Dimensiuni: 478 x 398 mm Material: ulei pe carton                           | În prim plan, un spațiu de promenadă, situat la înălțime; perspectiva se deschide asupra lacului, mărginit în fundal de un peisaj cu dealuri. Patrea stângă a imaginii este ocupată de trunchiul unui copac, a cărui coroană domină întreaga priveliște. | Muzeul de Artă, Constanța | Cimec    |
|      | Tătăroaice la Balcic Autor: Iorgulescu-Yor, Petre                               | Școală: Școală românească modernă Dimensiuni: 478 x 398 mm Material: ulei pe carton                           | La una dintre cișmelele Balcicului se află patru tătăroaice în veșminte specifice, care și-au umplut sau sunt pe cale să-și umple gălețile cu care vor porni spre Tătărie. Soarele puternic pune accente puternice de lumină asupra personajelor și peisajului. | Muzeul de Artă, Constanța | Cimec    |
|      | Cap de fetiță Autor: Mirea Demetrescu, George                                   | Datare: 1914 Școală: Școală românească modernă Dimensiuni: 532 x 425 mm Material: ulei pe pânză               | Este portretul unei tinere, cu trăsături destinse, păr scurt și bluză vaporoasă. În vedere frontală, realizând un raport subtil de valori cu fondul unitar, chipul fetei are o expresie unor amuzată. | Muzeul de Artă, Constanța | Cimec    |
|      | Natură moartă Autor: Pallady, Theodor                                           | Școală: Școală modernă românească Dimensiuni: 598 x 458 mm Material: ulei pe carton                           | Având drept fundal perdeaua camerei și o draperie, pe un suport se află o vază cu flori albe, înflorite - probabil bujori - o oglindă în care se reflectă una din flori, o panglică, o altă vază, din sticlă și un evantai deschis. Rafinament cromatic, reflexe de lumină, atmosferă melancolică. | Muzeul de Artă, Constanța | Cimec    |
|      | Dunărea la Cernavodă Autor: Popp, Sabin                                         | Școală: Școală românească modernă Dimensiuni: 595 x 695 mm Material: ulei pe pânză                            | Este un peisaj panoramic, văzut de sus; cea mai mare pondere în economia imaginii este deținută de mal, pe care se află mai multe clădiri de utilitate portuară; în partea stândă, Dunărea se vede doar în parte, până la linia orizontului, care este foarte înaltă. | Muzeul de Artă, Constanța | Cimec    |
|      | Țărancă cu garnița Autor: Ressu, Camil                                          | Școală: Școală românească modernă Dimensiuni: 700 x 500 mm Material: ulei pe carton                           | În prim plan este țăranca cu garniță, care toarnă apă într-un ceaun; femeia poartă strai național, este îmbrobodită și desculță; în spate se văd diverse acareturi, iar în planul ultim, care închide imaginea, se află casa, reprezentată până la nivelul unei părți din acoperiș. | Muzeul de Artă, Constanța | Cimec    |
|      | Case la țară Autor: Ressu, Camil                                                | Școală: Școală modernă românească Dimensiuni: 488 x 605 mm Material: ulei pe carton                           | În prim plan este figurată o poartă de lemn în echilibru fragil; în plan secund, în pantă, sunt figurate casele de țară spoite în alb, poteci, garduri și vegetație. | Muzeul de Artă, Constanța | Cimec    |
|      | Peisaj din Ardeal Autor: Ressu, Camil                                           | Școală: Școală modernă românească Dimensiuni: 465 x 623 mm Material: ulei pe carton                           | În deschiderea vastă a unui peisaj de deal, sunt reprezentați în prim plan o țărancă și un copil cu un coș, precum și mai multe trunchiuri de arbori; urmează o zonă de umbră colorată, o vâlcea, un lan verde și în planurile de depărtare, mai multe case; orizontul este închis de forma cețoasă a unor dealuri. | Muzeul de Artă, Constanța | Cimec    |
|      | Stânci la mare Autor: Satmari, Alexandru                                        | Școală: Școală modernă românească Dimensiuni: 500 x 650 mm Material: ulei pe carton                           | Este o panoramă marină văzută de pe țărmul înalt; în prim plan apare un grup de stânci - două orizontale și două verticale, iar în depărtare se vede golful Balcicului. | Muzeul de Artă, Constanța | Cimec    |
|      | Natură moartă cu crap Autor: Steriadi, Jean Alexandru                           | Școală: Școală modernă românească Dimensiuni: 497 x 695 mm Material: ulei pe carton                           | Pe o masă de bucătărie sunt etalate: un crap mare, așezat pe un fund, un coș din rafie, care pare că ar conține încă un pește, cuțitul de bucătărie, cepe și cartofi. Vervă picturală, cromatică armonizată. | Muzeul de Artă, Constanța | Cimec    |
|      | Femeie de serviciu Autor: Strâmbu, Ipolit                                       | Datare: 1917 Școală: Școală românească modernă Dimensiuni: 490 x 350 mm Material: ulei pe carton              | O tânără îmbrăcată cu fustă, bluză și sorț, duce o tavă pe care se află diferite recipiente pentru masă. | Muzeul de Artă, Constanța | Cimec    |
|      | Balcic Autor: Șirato, Francisc                                                  | Școală: Școală românească modernă Dimensiuni: 595 x 485 mm Material: ulei pe carton                           | Printre case, pe ulița strâmtă, înaintează un turc cu un măgăruș, într-o zi toridă de vară; peisajul, cu orizont înalt, este construit într-o alternanță de planuri în lumină sau contre-jour. | Muzeul de Artă, Constanța | Cimec    |
|      | Petrecere câmpenească Autor: Theodorescu-Sion, Ion                              | Datare: 1927 Școală: Școală românească modernă Dimensiuni: 805 x 645 mm Material: ulei pe pânză               | Într-un luminiș de pădure, mai multe personaje în straie naționale petrec, în atitudini relaxate; pe pământ sunt așternute pături și cearșafuri, iar personajele, feminine, sunt pictate în atitudini diferite; scena este înconjurată, pe alocuri chiar delimitată, de trunchiurile unor arbori și de diferite denivelări ale reliefului. Compoziția este complexă, înscriindu-se în căutările lui Theodorescu Sion referitoare la tradiționalism. | Muzeul de Artă, Constanța | Cimec    |
|      | Tătăroaică cu copil Autor: Tonitza, Nicolae                                     | Școală: Școală românească modernă Dimensiuni: 655 x 500 mm Material: ulei pe pânză                            | Tătăroaica în vestimentație specifică - turban, rochie largă și lungă, poartă în spate copilul văzut din profil, pe care îl susține cu brațele; băiatul poartă o cămășuță albă și fes; în viziune apropiată, cele două personaje se proiectează pe un fundal roșu, constituit ca un ecran care ascunde, în jumătatea stângă a imaginii, faleza înaltă a țigăniei de la Balcic. | Muzeul de Artă, Constanța | Cimec    |
|      | Soția sculptorului O. Han Autor: Tonitza, Nicolae                               | Școală: Școală modernă românească Dimensiuni: 400 x 300 mm Material: ulei pe carton                           | Un portret în profil absolut; chipul femeii se detașează pe un fond verde oliv; gâtul lung, dar și trăsăturile fine, dau acestui portret o distincție aparte. | Muzeul de Artă, Constanța | Cimec    |
|      | Christ Autor: Han, Oscar                                                        | Școală: Școală românească modernă Dimensiuni: 470 x 170 x 290 mm Material: bronz                              | Este un portret expresiv și sobru. Mântuitorul are o expresie de concentrare patetică; ochii, mari și larg deschiși, privesc spre înalt; mustața, barba scurtă, părul sunt descrise în amănunt; gura, ușor întredeschisă, are o expresie patetică. | Muzeul de Artă, Constanța | Cimec    |
|      | Singurătate Autor: Medrea, Cornel                                               | Școală: Școală românească modernă Dimensiuni: 440 x 325 x 250 mm Material: bronz                              | Este un nud de femeie cu forme pline; personajul, așezat, își sprijină capul pe pumn și pe genunchi; forma, închisă și compactă, nu prezintă goluri. | Muzeul de Artă, Constanța | Cimec    |
|      | Copil cu broasca țestoasă Autor: Medrea, Cornel                                 | Școală: Școală modernă și contemporană românească Dimensiuni: 670 x 200 x 160 mm Material: bronz              | Copilul, în picioare, ține în brațe o broască țestoasă, pe care o privește cu seriozitate; copilul, gol, este un băiețel, având pe braț o eșarfă. Sculptura este un proiect pentru o fântână - din gura copilului urma să țâșnească apa. | Muzeul de Artă, Constanța | Cimec    |
|      | Peisaj la Balcic Autor: Bălțatu, Adam                                           | Școală: Școală modernă românească Dimensiuni: 285 x 393 mm Material: guașă pe hârtie                          | Este un peisaj panoramic văzut de sus și desfășurat până la linia înaltă a orizontului; un drum urcă, mărginit de casele scunde, cu olane, către dealurile albe din fundal. | Muzeul de Artă, Constanța | Cimec    |
|      | Han la mare Autor: Dărăscu, Nicolae                                             | Datare: 1933 Școală: Școală modernă românească Dimensiuni: 318 x 452 mm Material: acuarelă pe hârtie          | Un copac înfrunzit ocupă planul proxim al imaginii; printre crengile sale se întrevede clădirea hanului, cu etaj și scară laterală din lemn, într-o zi strălucitoare de vară. | Muzeul de Artă, Constanța | Cimec    |
|      | Plajă la Trouville (Desen satiric) Autor: Iser, Iosif                           | Datare: 1908 Școală: Școală românească modernă Dimensiuni: 285 x 290 mm Material: creioane colorate pe hârtie | Pe plajă se află la cură heliomarină, așezate sau în picioare, mai multe personaje masculine și feminine. Costumele de epocă, unele chiar de seară, îi prilejuiesc artistului o satiră cu caracter monden a cutumei și locului. | Muzeul de Artă, Constanța | Cimec    |
|      | Joc de copii Autor: Iser, Iosif                                                 | Școală: Școală românească modernă Dimensiuni: 255 x 428 mm Material: acuarelă pe hârtie                       | Copii cu fața și cu spatele către privitor se joacă într-un peisaj situat la marginea pădurii; eleganța liniei și accentele decorative conferă acestei lucrări elemente stilistice Art Nouveau. | Muzeul de Artă, Constanța | Cimec    |
|      | Himera apei Autor: Paciurea, Dimitrie                                           | Școală: Școală românească Dimensiuni: 590 x 580 x 290 mm Material: Bronz                                      | Un portret de femeie, aproape abstract - trăsăturile, estompate, sunt abia indicate. Figura este reprezentată până la nivelul umerilor. Polisarea perfectă sugerează luciul apei. Părul, lins, este abia sugerat. | Muzeul de Artă, Constanța | Cimec    |
|      | Portret de femeie Autor: Aman, Theodor                                          | Datare: Sec. XIX;4/4 Material: ulei pe pânză                                                                  | Semnătură: dreapta mijloc, în monogram: „AT”. | Muzeul de Artă, Constanța | Cimec    |
|      | Portret Autor: Aman, Theodor                                                    | Datare: 1881 Material: ulei pe pânză                                                                          | Semnătură: stânga jos, cu roșu: „Vasile Popescu”. Datat stânga jos, cu roșu: „1881”. | Muzeul de Artă, Constanța | Cimec    |
|      | Drum seara Autor: Andreescu, Ioan                                               | Datare: 1879-1880 Material: ulei pe pânză                                                                     | Semnătură: dreapta jos, cu roșu: „Andreescu”. | Muzeul de Artă, Constanța | Cimec    |
|      | Stânci în pădure Autor: Andreescu, Ioan                                         | Datare: 1879-1880 Material: ulei pe pânză                                                                     | Semnătură: dreapta jos, cu roșu: „Andreescu”. | Muzeul de Artă, Constanța | Cimec    |
|      | Femeie cu sac Autor: Andreescu, Ioan                                            | Datare: 1880 Material: ulei pe pânză                                                                          | Semnătură: dreapta jos, cu roșu: „Andreescu”. | Muzeul de Artă, Constanța | Cimec    |
|      | Tăietor de lemne Autor: Andreescu, Ioan                                         | Datare: 1875-1878 Material: ulei pe pânză                                                                     | Semnătură: dreapta jos cu roșu: Andreescu. | Muzeul de Artă, Constanța | Cimec    |
|      | Plopi desfrunziți în lunca Cislăului Autor: Andreescu, Ioan                     | Datare: 1875-1878 Material: ulei pe pânză lipită pe carton                                                    | Semnătură: dreapta jos prin zgâriere, în monograma IA. | Muzeul de Artă, Constanța | Cimec    |
|      | Drum de țară Autor: Andreescu, Ioan                                             | Datare: 1875-1877 Material: ulei pe pânză lipită pe carton                                                    | Nesemnată, nedatată. | Muzeul de Artă, Constanța | Cimec    |
|      | Veneția Autor: Baba, Corneliu                                                   | Material: ulei pe carton                                                                                      | Semnătură: dr. jos cu negru: Baba. | Muzeul de Artă, Constanța | Cimec    |
|      | Iarna Autor: Baba, Corneliu                                                     | Datare: 1962 Material: ulei pe pânză                                                                          | Semnătură: dreapta jos cu negru: Baba. Datat dr. jos cu negru: (19)62. | Muzeul de Artă, Constanța | Cimec    |
|      | Odaliscă Autor: Ciucurencu, Alexandru                                           | Datare: 1938 Material: ulei pe carton                                                                         | Semnat în monogram dreapta sus cu negru: CA. | Muzeul de Artă, Constanța | Cimec    |
|      | Portul Constanța Autor: Ciucurencu, Alexandru                                   | Datare: 1960 Material: ulei pe pânză                                                                          | Semnat în monogram dreapta jos: CA. | Muzeul de Artă, Constanța | Cimec    |
|      | Autoportret Autor: Dumitrescu, Ștefan                                           | Datare: 1928 Material: ulei pe carton                                                                         | Semnat dreapta sus cu negru: Șt. Dumitrescu. | Muzeul de Artă, Constanța | Cimec    |
|      | Bucătăreasă Autor: Dumitrescu, Ștefan                                           | Datare: 1926 Material: ulei pe carton                                                                         | Semnat stânga jos cu brun: Șt. Dumitrescu. | Muzeul de Artă, Constanța | Cimec    |
|      | Studiu de boi Autor: Grigorescu, Nicolae                                        | Material: ulei pe pânză                                                                                       | Semnat stânga jos cu roșu: Grigorescu. | Muzeul de Artă, Constanța | Cimec    |
|      | La bâlci Autor: Grigorescu, Nicolae                                             | Material: ulei pe pânză                                                                                       | | Muzeul de Artă, Constanța | Cimec    |
|      | Vatră călugărească Autor: Grigorescu, Nicolae                                   | Material: ulei pe pânză lipită de metal                                                                       | | Muzeul de Artă, Constanța | Cimec    |
|      | Vânat Autor: Grigorescu, Nicolae                                                | Material: ulei pe pânză                                                                                       | Semnat stânga jos cu roșu: Grigorescu. | Muzeul de Artă, Constanța | Cimec    |
|      | Atacul de la Smârdan (studiu) Autor: Grigorescu, Nicolae                        | Material: ulei pe pânză                                                                                       | | Muzeul de Artă, Constanța | Cimec    |
|      | Minerva cu bufniță Autor: Greceanu, Olga                                        | Material: ulei pe carton                                                                                      | Semnătură: stânga jos cu negru: Olga Greceanu. | Muzeul de Artă, Constanța | Cimec    |
|      | Portret de copil Autor: Henția, Sava                                            | Datare: 1891 Material: ulei pe lemn                                                                           | Semnat și datat dreapta jos cu negru: S. Henția 1891. | Muzeul de Artă, Constanța | Cimec    |
|      | Toledo Autor: Iser, Iosif                                                       | Datare: 1930 Material: guașă și ulei pe carton                                                                | Semnătură: stânga jos cu brun: Iser. | Muzeul de Artă, Constanța | Cimec    |
|      | Peisaj din Franța Autor: Iser, Iosif                                            | Material: ulei pe carton                                                                                      | Semnătură: dreapta jos cu negru: Iser. | Muzeul de Artă, Constanța | Cimec    |
|      | Clovn (arlechin) Autor: Iser, Iosif                                             | Datare: 1938 Material: g; guașă vernisată pe carton                                                           | Semnătură: stânga jos cu roșu: Iser. Datat stânga jos cu roșu: (19)38. | Muzeul de Artă, Constanța | Cimec    |
|      | Femeia pe sofa Autor: Iser, Iosif                                               | Datare: 1937 Material: ulei pe guașă pe hârtie                                                                | Semnătură: stânga jos cu ocru: Iser. Datat stânga jos cu roșu: (19)37. | Muzeul de Artă, Constanța | Cimec    |
|      | Peisaj la Silistra Autor: Iser, Iosif                                           | Datare: 1938 Material: ulei pe pânză                                                                          | Semnătură: stânga jos cu brun: Iser. | Muzeul de Artă, Constanța | Cimec    |
|      | Nud pe canapea Autor: Pallady, Theodor                                          | Material: ulei pe pânză lipită pe carton                                                                      | Semnat stânga sus cu creion negru: T. Pallady și dreapta mijloc în monogram cu creion negru: T.P. Nedatat. | Muzeul de Artă, Constanța | Cimec    |
|      | Nud în interior Autor: Pallady, Theodor                                         | Datare: 1941 Material: ulei pe pânză lipită pe carton                                                         | Semnat dreapta jos cu creion negru: T. Pallady. Nedatat. | Muzeul de Artă, Constanța | Cimec    |
|      | Peisaj Autor: Pallady, Theodor                                                  | Material: ulei pe pânză lipită pe carton                                                                      | Semnat dreapta jos cu brun: T. Pallady. Nedatat. | Muzeul de Artă, Constanța | Cimec    |
|      | Peisaj din Constanța Autor: Pallady, Theodor                                    | Material: ulei pe carton                                                                                      | Semnat dreapta jos în monogram: T.P. Nedatat. | Muzeul de Artă, Constanța | Cimec    |
|      | Nud pe plajă Autor: Pallady, Theodor                                            | Material: ulei pe carton pânzat                                                                               | Semnat dreapta jos cu creionul: T.Pallady. Nedatat. | Muzeul de Artă, Constanța | Cimec    |
|      | Nud în interior Autor: Pallady, Theodor                                         | Datare: 1928-1929 Material: ulei pe carton                                                                    | Semnat dreapta sus în monogram cu brun: T.P. Nedatat. | Muzeul de Artă, Constanța | Cimec    |
|      | Peisaj din Balcic Autor: Pallady, Theodor                                       | Material: ulei pe carton                                                                                      | Semnat dreapta jos cu creion negru: T.Pallady. Nedatat. | Muzeul de Artă, Constanța | Cimec    |
|      | Natură moartă cu chitară Autor: Pallady, Theodor                                | Material: ulei pe carton                                                                                      | Semnat stânga jos și dreapta mijloc cu creion negru: T. Pallady. Nedatat. | Muzeul de Artă, Constanța | Cimec    |
|      | Peisaj din Balcic Autor: Petrașcu, Gheorghe                                     | Material: ulei pe carton                                                                                      | Semnat stânga jos cu albastru: G. Petrașcu. Nedatat. | Muzeul de Artă, Constanța | Cimec    |
|      | Privind marea (Doamna Petrașcu) Autor: Petrașcu, Gheorghe                       | Datare: 1935 Material: ulei pe carton                                                                         | Semnat dreapta jos cu albastru ultramarin: G. Petrașcu. Datat pe verso cu negru: 1935. | Muzeul de Artă, Constanța | Cimec    |
|      | Curte țărănească Autor: Petrașcu, Gheorghe                                      | Material: ulei pe pânză                                                                                       | Semnat dreapta jos cu negru: G. Petrașcu. Nedatat. | Muzeul de Artă, Constanța | Cimec    |
|      | Cârciumărese Autor: Popescu, Ștefan                                             | Material: ulei pe carton                                                                                      | Semnat dreapta jos cu negru: Șt Popescu. Nedatat. | Muzeul de Artă, Constanța | Cimec    |
|      | Moară Autor: Popescu, Ștefan                                                    | Material: ulei pe lemn                                                                                        | Semnat dreapta jos cu negru: Șt Popescu. Nedatat. | Muzeul de Artă, Constanța | Cimec    |
|      | Băile Buziaș Autor: Popescu, Vasile                                             | Datare: 1943 Material: ulei pe placaj                                                                         | Semnat și datat dreapta jos cu verde: Vasile Popescu 943. | Muzeul de Artă, Constanța | Cimec    |
|      | Peisaj Autor: Popescu, Vasile                                                   | Datare: 1942 Material: ulei pe placaj                                                                         | Semnat și datat stânga jos cu negru: Vasile Popescu 1942. | Muzeul de Artă, Constanța | Cimec    |
|      | Stradă din Buziaș Autor: Popescu, Vasile                                        | Datare: 1938 Material: ulei pe carton                                                                         | Semnat și datat stânga jos cu roșu: Vasile Popescu 938. | Muzeul de Artă, Constanța | Cimec    |
|      | Natură statică Autor: Popescu, Vasile                                           | Material: ulei pe pânză                                                                                       | Semnat stânga jos cu roșu: Vasile Popescu. Nedatat. | Muzeul de Artă, Constanța | Cimec    |
|      | Peisaj de pădure Autor: Popescu, Vasile                                         | Material: ulei pe placaj                                                                                      | Semnat stânga jos cu roșu venețian: Vasile Popescu. Nedatat. | Muzeul de Artă, Constanța | Cimec    |
|      | Natură statică Autor: Popescu, Vasile                                           | Datare: 1938 Material: ulei pe pânză lipită pe carton                                                         | Nesemnat. Nedatat. | Muzeul de Artă, Constanța | Cimec    |
|      | Mamă cu copil Autor: Ressu, Camil                                               | Datare: 1910 Material: ulei pe carton                                                                         | Semnat dreapta jos cu creion negru: C. Ressu. Nedatat. | Muzeul de Artă, Constanța | Cimec    |
|      | Sat ardelenesc Autor: Ressu, Camil                                              | Datare: 1922-1923 Material: ulei pe carton                                                                    | Semnat dreapta jos cu creion negru: C. Ressu. Nedatat. | Muzeul de Artă, Constanța | Cimec    |
|      | Peisaj Autor: Ressu, Camil                                                      | Datare: 1915 Material: ulei pe carton                                                                         | Semnat dreapta jos cu creion negru: C. Ressu. Nedatat. | Muzeul de Artă, Constanța | Cimec    |
|      | Fetița acrobatului Autor: Tonitza, Nicolae                                      | Datare: 1925-1926 Material: ulei pe carton                                                                    | Semnat dreapta sus cu brun: Tonitza. Nedatat. | Muzeul de Artă, Constanța | Cimec    |
|      | Peisaj din Mangalia (Impresie de Amurg) Autor: Tonitza, Nicolae                 | Datare: 1925 Material: ulei pe carton                                                                         | Semnat dreapta jos cu brun: Tonitza. Nedatat. | Muzeul de Artă, Constanța | Cimec    |
|      | Peisaj din Mangalia (Impresie din Mangalia) Autor: Tonitza, Nicolae             | Datare: 1925-1926 Material: ulei pe carton                                                                    | Semnat dreapta jos cu brun: Tonitza. Nedatat. | Muzeul de Artă, Constanța | Cimec    |
|      | Iarna la Balcic Autor: Tonitza, Nicolae                                         | Datare: 1937 Material: guașă; ulei pe carton                                                                  | Semnat și datat dreapta jos cu brun: Tonitza 1937. | Muzeul de Artă, Constanța | Cimec    |
|      | Minaret Autor: Tonitza, Nicolae                                                 | Datare: 1925 Material: ulei pe carton                                                                         | Semnat stânga jos cu brun: Tonitza. Nedatat. | Muzeul de Artă, Constanța | Cimec    |
|      | Natură moartă cu pâine Autor: Tonitza, Nicolae                                  | Datare: 1926-1928 Material: ulei pe carton                                                                    | Semnat dreapta jos cu brun: Tonitza. Nedatat. | Muzeul de Artă, Constanța | Cimec    |
|      | Peisaj de toamnă cu casă Autor: Tonitza, Nicolae                                | Datare: 1912 Material: ulei pe carton                                                                         | Semnat dreapta sus cu negru și dreapta jos cu roșu: Tonitza. Datat dreapta jos cu roșu: 1912. | Muzeul de Artă, Constanța | Cimec    |
|      | Nud pe fotoliu Autor: Tonitza, Nicolae                                          | Datare: 1927-1928 Material: ulei pe carton                                                                    | Semnat stânga jos cu negru: Tonitza. Nedatat. | Muzeul de Artă, Constanța | Cimec    |
|      | Nud - spate (Nud șezând) Autor: Tonitza, Nicolae                                | Datare: 1933 Material: ulei pe pânză                                                                          | Semnat și datat stânga sus cu brun: Tonitza (19)33. | Muzeul de Artă, Constanța | Cimec    |
|      | Nud pe canapea văzut din spate Autor: Tonitza, Nicolae                          | Datare: 1932 Material: ulei pe carton                                                                         | Semnat și datat stânga sus cu brun: Tonitza 1932. | Muzeul de Artă, Constanța | Cimec    |
|      | Nud cu cămașă roz Autor: Tonitza, Nicolae                                       | Material: ulei pe carton                                                                                      | Semnat dreapta sus cu brun: Tonitza. Nedatat. | Muzeul de Artă, Constanța | Cimec    |
|      | Fetiță de magnat Autor: Tonitza, Nicolae                                        | Material: ulei pe pânză                                                                                       | Semnat dreapta sus cu negru: Tonitza. Nedatat. | Muzeul de Artă, Constanța | Cimec    |
|      | Totem solar Autor: Țuculescu, Ion                                               | Material: ulei pe pânză                                                                                       | Semnat dreapta jos cu negru, încadrat într-un triunghi: Tuc. Nedatat. | Muzeul de Artă, Constanța | Cimec    |
|      | Trandafirul Autor: Vânătoru, Gheorghe                                           | Material: ulei pe pânză                                                                                       | Semnat dreapta jos cu alb: Grg. V. Nedatat. | Muzeul de Artă, Constanța | Cimec    |
|      | Dealuri la Balcic Autor: Șirato, Francisc                                       | Material: ulei pe carton                                                                                      | Semnat în dreapta jos cu brun: Șirato. Nedatat. | Muzeul de Artă, Constanța | Cimec    |
|      | Natură statică cu mere Autor: Șirato, Francisc                                  | Material: ulei pe carton                                                                                      | Semnat în stânga sus cu roșu: Șirato. Nedatat. | Muzeul de Artă, Constanța | Cimec    |
|      | Nud culcat Autor: Pallady, Theodor                                              | Material: ulei pe carton                                                                                      | Semnat în dreapta jos cu negru: T. Pallady. Nedatat. | Muzeul de Artă, Constanța | Cimec    |
|      | Plajă la Dieppe Autor: Vermont, Nicolae                                         | Dimensiuni: L: 470 cm; La: 615 cm Material: ulei pe carton                                                    | Semnat dreapta jos, cu albastru: „Nicolae Vermont”. Data stânga jos, cu albastru: „1929”. | Muzeul de Artă, Constanța | Cimec    |
|      | Vase cu maci Autor: Tonitza, Nicolae                                            | Dimensiuni: L: 395 cm; La: 498 cm Material: ulei pe carton                                                    | Semnat stânga sus, cu brun: „Tonitza”. Nedatat. | Muzeul de Artă, Constanța | Cimec    |
|      | Cap de copil Autor: Tonitza, Nicolae                                            | Dimensiuni: L: 337 cm; La: 457 cm Material: ulei pe carton                                                    | Semnat dreapta jos, cu brun: „Tonitza”. Nedatat. | Muzeul de Artă, Constanța | Cimec    |
|      | Nud - spate Autor: Tonitza, Nicolae                                             | Dimensiuni: L: 398 cm; La: 300 cm Material: ulei pe pânză                                                     | Semnat stânga sus, cu negru: „Tonitza”. Nedatat. | Muzeul de Artă, Constanța | Cimec    |
|      | Peisaj de munte Autor: Trenk, Henri                                             | Dimensiuni: L: 345 cm; La: 420 cm Material: ulei pe lemn                                                      | Semnat dreapta jos, cu roșu: „H. Trenk”. Nedatat. | Muzeul de Artă, Constanța | Cimec    |
|      | Femeie în grădină Autor: Artachino, Constantin                                  | Dimensiuni: L: 410 cm; La: 328 cm Material: ulei pe pânză                                                     | Nedatat. Semnat dreapta jos, cu negru: „Artachino C.”. | Muzeul de Artă, Constanța | Cimec    |
|      | Autoportret Autor: Stoenescu, Eustațiu                                          | Dimensiuni: L: 1000 cm; La: 740 cm Material: ulei pe lemn                                                     | Semnat și datat dreapta jos, cu ocru: „Stoenescu 1943”. | Muzeul de Artă, Constanța | Cimec    |
|      | Fetiță cusând Autor: Strâmbu, Ipolit                                            | Dimensiuni: L: 700 cm; La: 500 cm Material: ulei pe carton                                                    | Nedatat. Semnat stânga jos, cu ocru: „Strâmbu”. | Muzeul de Artă, Constanța | Cimec    |
|      | Lalele Autor: Șirato, Francisc                                                  | Dimensiuni: L: 500 cm; La: 400 cm Material: ulei pe carton                                                    | Semnat și datat dreapta jos, cu roșu: „Șirato 945”. | Muzeul de Artă, Constanța | Cimec    |
|      | Saltimbancii Autor: Șirato, Francisc                                            | Dimensiuni: L: 494 cm; La: 708 cm Material: ulei pe pânză                                                     | Nedatat, nesemnat. | Muzeul de Artă, Constanța | Cimec    |
|      | La gherghef Autor: Șirato, Francisc                                             | Dimensiuni: L: 560 cm; La: 480 cm Material: ulei pe carton                                                    | Nedatat. Semnat stânga sus, cu orange: „Șirato”. | Muzeul de Artă, Constanța | Cimec    |
|      | Cârciumărese Autor: Șirato, Francisc                                            | Dimensiuni: L: 900 cm; La: 495 cm Material: ulei pe carton                                                    | Semnat și datat stânga jos, cu roz: „Șirato 943”. | Muzeul de Artă, Constanța | Cimec    |
|      | Femeie șezând Autor: Șirato, Francisc                                           | Dimensiuni: L: 500 cm; La: 610 cm Material: ulei pe carton                                                    | Semnat și datat dreapta jos, cu negru: „Șirato 934”. | Muzeul de Artă, Constanța | Cimec    |
|      | Peisaj dobrogean (Uliță la Tuzla) Autor: Șirato, Francisc                       | Dimensiuni: L: 445 cm; La: 505 cm Material: ulei pe carton                                                    | Semnat dreapta jos, cu negru: „Șirato”. Nedatat. | Muzeul de Artă, Constanța | Cimec    |
|      | Margine de oraș (Balcic) Autor: Șirato, Francisc                                | Dimensiuni: L: 300 cm; La: 400 cm Material: ulei pe carton                                                    | Semnat dreapta jos, cu brun: „Șirato”. Nedatat. | Muzeul de Artă, Constanța | Cimec    |
|      | Toamnă (III) Autor: Tonitza, Nicolae                                            | Dimensiuni: L: 347 cm; La: 380 cm Material: ulei pe carton                                                    | Semnat stânga jos, cu brun: „Tonitza”, iar pe verso: „N. Tonitza”. Nedatat. | Muzeul de Artă, Constanța | Cimec    |
|      | Nud - spate Autor: Tonitza, Nicolae                                             | Dimensiuni: L: 410 cm; La: 377 cm Material: ulei pe carton                                                    | Semnat dreapta sus, cu brun: „Tonitza”. Nedatat. | Muzeul de Artă, Constanța | Cimec    |
|      | Geamie (Balcic) Autor: Tonitza, Nicolae                                         | Dimensiuni: L: 790 cm; La: 700 cm Material: ulei pe carton                                                    | Semnat stânga jos, cu brun: „Tonitza”. Nedatat. | Muzeul de Artă, Constanța | Cimec    |
|      | Cafeneaua mică - Balcic Autor: Tonitza, Nicolae                                 | Dimensiuni: L: 500 cm; La: 600 cm Material: ulei pe carton                                                    | Data sosirii lui Tonitza la Balcic este 1933, așadar lucrarea este realizată la Mangalia, iar titlul este eronat. Semnat stânga sus, cu brun: „Tonitza”. Nedatat. | Muzeul de Artă, Constanța | Cimec    |
|      | Cafeneaua lui Mamut Autor: Tonitza, Nicolae                                     | Dimensiuni: L: 500 cm; La: 400 cm Material: ulei pe carton                                                    | Semnat dreapta jos, cu brun: „Tonitza”. Nedatat. | Muzeul de Artă, Constanța | Cimec    |
|      | Toamnă (II) Autor: Tonitza, Nicolae                                             | Dimensiuni: L: 340 cm; La: 420 cm Material: ulei pe carton                                                    | Semnat stânga jos cu brun, și pe verso: „Tonitza”. Datat pe verso: „1924”. | Muzeul de Artă, Constanța | Cimec    |
|      | Păpușă (Dandy) Autor: Tonitza, Nicolae                                          | Dimensiuni: L: 500 cm; La: 404 cm Material: ulei pe carton                                                    | Semnat dreapta sus, cu brun: „Tonitza”. Nedatat. | Muzeul de Artă, Constanța | Cimec    |
|      | Casă și curte la Mangalia Autor: Tonitza, Nicolae                               | Dimensiuni: L: 195 cm; La: 250 cm Material: ulei pe carton                                                    | Semnat dreapta jos, cu brun: „Tonitza”. Nedatat. | Muzeul de Artă, Constanța | Cimec    |
|      | Flori și ferigă Autor: Tonitza, Nicolae                                         | Dimensiuni: L: 500 cm; La: 405 cm Material: ulei pe carton                                                    | Semnat stânga sus, cu brun: „Tonitza”. Nedatat. | Muzeul de Artă, Constanța | Cimec    |
|      | Baia turcească Autor: Tonitza, Nicolae                                          | Dimensiuni: L: 300 cm; La: 398 cm Material: ulei pe carton                                                    | Semnat stânga jos, cu brun: „Tonitza”. Nedatat. | Muzeul de Artă, Constanța | Cimec    |
|      | Flori de câmp Autor: Tonitza, Nicolae                                           | Dimensiuni: L: 495 cm; La: 393 cm Material: ulei pe carton                                                    | Semnat dreapta sus, cu brun: „Tonitza”. Nedatat. | Muzeul de Artă, Constanța | Cimec    |
|      | Balcicul în zori Autor: Tonitza, Nicolae                                        | Dimensiuni: L: 495 cm; La: 590 cm Material: ulei pe carton                                                    | Semnat stânga jos, cu brun: „Tonitza”. Nedatat. | Muzeul de Artă, Constanța | Cimec    |
|      | Poarta lui Osman Autor: Tonitza, Nicolae                                        | Dimensiuni: L: 595 cm; La: 495 cm Material: ulei pe carton                                                    | Semnat dreapta jos, cu brun: „Tonitza”. Nedatat. | Muzeul de Artă, Constanța | Cimec    |
|      | Nud Autor: Tonitza, Nicolae                                                     | Dimensiuni: L: 497 cm; La: 300 cm Material: ulei pe carton                                                    | Semnat și datat dreapta sus, cu brun: „Tonitza 1938”. Creație de maturitate, o reprezintă pe Nineta Gusti. | Muzeul de Artă, Constanța | Cimec    |
|      | Fetița cu spatele Autor: Tonitza, Nicolae                                       | Dimensiuni: L: 396 cm; La: 296 cm Material: ulei pe carton                                                    | Semnat stânga jos, cu brun: „Tonitza”. Nedatat. | Muzeul de Artă, Constanța | Cimec    |
|      | Peisaj Autor: Țuculescu, Ion                                                    | Dimensiuni: L: 460 cm; La: 550 cm Material: ulei pe pânză                                                     | Semnat și datat stânga jos, cu negru: „I. Țuculescu (19)41”. | Muzeul de Artă, Constanța | Cimec    |
|      | Margine de crâng (Balcic) Autor: Tonitza, Nicolae                               | Dimensiuni: L: 485 cm; La: 610 cm Material: ulei pe carton                                                    | Semnat dreapta jos, cu brun: „Tonitza”. Nedatat. | Muzeul de Artă, Constanța | Cimec    |
|      | Peisaj marin cu Portul Constanța Autor: Vermont, Nicolae                        | Dimensiuni: L: 366 cm; La: 500 cm Material: ulei pe carton                                                    | Semnat stânga jos, cu negru: „N. Vermont”. Nedatat. | Muzeul de Artă, Constanța | Cimec    |
|      | Stradă dobrogeană Autor: Acontz, Nutzi                                          | Dimensiuni: L: 305 cm; La: 235 cm Material: acuarelă                                                          | Semnat stânga jos, cu tuș negru: „Nutzi Acontz”. Nedatat. | Muzeul de Artă, Constanța | Cimec    |
|      | Peisaj Balcic Autor: Iser, Iosif                                                | Dimensiuni: L: 384 cm; La: 300 cm Material: acuarelă                                                          | Semnat dreapta jos, cu negru: „Iser”. Nedatat. | Muzeul de Artă, Constanța | Cimec    |
|      | Turci din Mangalia Autor: Iser, Iosif                                           | Dimensiuni: L: 590 cm; La: 486 cm Material: guașă                                                             | Semnat stânga jos, cu brun: „Iser”. Nedatat. | Muzeul de Artă, Constanța | Cimec    |
|      | Bătaia cu flori la șosea Autor: Luchian, Ștefan                                 | Dimensiuni: L: 420 cm; La: 557 cm Material: acuarelă                                                          | Semnat dreapta jos, cu ocru: „Luchian”. Nedatat. | Muzeul de Artă, Constanța | Cimec    |
|      | Vânzătorul de flori din Mangalia Autor: Tonitza, Nicolae                        | Dimensiuni: L: 311 cm; La: 280 cm Material: acuarelă; tuș pe hârtie                                           | Semnat stânga sus: „Tonitza”. Nedatat. | Muzeul de Artă, Constanța | Cimec    |
|      | Plase la uscat Autor: Mützner, Samuel                                           | Școală: Școală germană Dimensiuni: 490x650 cm Material: ulei pe pânză lipită pe carton                        | Semnat dreapta jos cu creion negru: S. MÜTZNER; nedatat. | Muzeul de Artă, Constanța | Cimec    |
|      | Balcic Autor: Sterian, Margareta                                                | Datare: 1934 Școală: Școală românească modernă Dimensiuni: 333x525 Material: Ulei pe carton                   | Semnat și datat stânga jos cu brun: MARGARETA STERIAN 1934. | Muzeul de Artă, Constanța | Cimec    |
|      | Pe plajă Autor: Mützner, Samuel                                                 | Datare: 1931 Școală: Școală germană Dimensiuni: 495x600 cm Material: ulei pe pânză lipită pe carton           | Semnat și datat dreapta jos cu negru: S. MÜTZNER (1)931. | Muzeul de Artă, Constanța | Cimec    |
|      | Ahmet Ali Autor: Steriadi, Jean Alexandru                                       | Școală: Școală românească modernă Dimensiuni: 1010x725 cm Material: Ulei pe carton                            | Semnat dreapta jos cu roșu venețian: JEAN AL. STERIADI. Nedatat (probabil 1924). | Muzeul de Artă, Constanța | Cimec    |
|      | Corăbii în port Autor: Steriadi, Jean Alexandru                                 | Datare: 1908 Școală: Școală românească modernă Dimensiuni: 552x733 cm Material: Ulei pe pânză                 | Semnat și datat stânga jos cu brun: JEAN ALEX STERIADI (1)908. | Muzeul de Artă, Constanța | Cimec    |
|      | După bal (Păpuși) Autor: Michăilescu, Corneliu                                  | Datare: 1926? Școală: Școală românească Dimensiuni: 690x720 cm Material: ulei pe carton                       | Semnat în monogram dreapta jos brun: MC; nedatat. | Muzeul de Artă, Constanța | Cimec    |
|      | Mahoanele părăsite Autor: Steriadi, Jean Alexandru                              | Datare: 1942 Școală: Școala românească modernă Dimensiuni: 704x980 cm Material: Ulei pe carton                | Semnat și datat dreapta jos cu negru: STERIADI AL. JEAN (19)42. | Muzeul de Artă, Constanța | Cimec    |
|      | Portret de fetiță Autor: Mirea Demetrescu, George                               | Școală: Școală românească Dimensiuni: 610x510 cm Material: ulei pe pănză                                      | Nesemnat și nedatat. | Muzeul de Artă, Constanța | Cimec    |
|      | Portret de femeie Autor: Mirea Demetrescu, George                               | Școală: Școală românească Dimensiuni: 500x400 Material: ulei pe pănză                                         | Semnat dreapta jos cu ocru: MIREA; nedatat. | Muzeul de Artă, Constanța | Cimec    |
|      | Imagine din Balcic Autor: Steriadi, Jean Alexandru                              | Școală: Școală românească modernă Dimensiuni: 327x400 cm Material: Ulei pe carton                             | Semnat dreapta jos cu creion: JEAN AL. STERIADI. Nedatat. | Muzeul de Artă, Constanța | Cimec    |
|      | Peisaj din Reșița Autor: Maxy, Hermann Max                                      | Datare: 1942 Dimensiuni: 350x460 Material: guașă și ulei pe carton                                            | Semnat și datat stânga jos cu negru: MAXY, Reșița 1942. | Muzeul de Artă, Constanța | Cimec    |
|      | Pere Autor: Stahi, Costantin Daniel                                             | Datare: 1901 Școală: Școală românească modernă Dimensiuni: 515x340 Material: Ulei pe pânză                    | Semnat și datat stânga sus cu ocru: C.D.STAHI, IASSI 1901. | Muzeul de Artă, Constanța | Cimec    |
|      | Spălătorese Autor: Maniu-Mützner, Rodica                                        | Datare: 1917? Școală: Școală românească Material: ulei pe carton                                              | Semnat stânga jos cu negru: R. Maniu; nedatat. | Muzeul de Artă, Constanța | Cimec    |
|      | Natură statică Autor: Stahi, Costantin Daniel                                   | Datare: 1908 Școală: Școală românească modernă Dimensiuni: 490x365 Material: Ulei pe pânză                    | Semnat și datat centru jos cu roșu: C.D. STAHI 1908. | Muzeul de Artă, Constanța | Cimec    |
|      | Flori Autor: Luchian, Ștefan                                                    | Datare: 1911-1913? Școală: Școală românească Dimensiuni: 455x605 cm Material: ulei pe pânză                   | Semnat dreapta jos cu negru: ȘT. LUCHIAN; nedatat. | Muzeul de Artă, Constanța | Cimec    |
|      | În grădină Autor: Theodorescu-Sion, Ion                                         | Școală: Școală româneacă modernă Dimensiuni: 395x500 Material: Ulei pe carton                                 | Semnat dreapta jos cu negru THEODORESCU-SION. Nedatat (1919 DS și HC). | Muzeul de Artă, Constanța | Cimec    |
|      | Peisaj urban Autor: Theodorescu-Sion, Ion                                       | Datare: 1919 Școală: Școala modernă românească Dimensiuni: 545x456 Material: Ulei pe carton                   | Semnat și datat stânga jos cu negru: THE SION (19)19. | Muzeul de Artă, Constanța | Cimec    |
|      | Portocale și garoafe Autor: Luchian, Ștefan                                     | Datare: 1911-1913? Școală: Școală românească Dimensiuni: 405x470 Material: ulei pe pânză                      | Semnat stânga jos cu negru: LUCHIAN; nedatat. | Muzeul de Artă, Constanța | Cimec    |
|      | Femei pe plajă Autor: Theodorescu-Sion, Ion                                     | Școală: Școală modernă românească Dimensiuni: 460x548 cm Material: Ulei pe carton                             | Nesemnat. Nedatat. | Muzeul de Artă, Constanța | Cimec    |
|      | Colț din strada Povernei Autor: Luchian, Ștefan                                 | Datare: 1903-1904? Școală: Școală românească Dimensiuni: 870x570 cm Material: ulei pe pânză                   | Semnat stânga jos cu negru: S. LUCHIAN; nedatat. | Muzeul de Artă, Constanța | Cimec    |
|      | Malul Senei Autor: Schweitzer-Cumpăna, Rudolf                                   | Datare: 1932 Școală: Școală modernă românească Dimensiuni: 585x708 cm Material: Ulei pe pânză                 | Semnat și datat dreapta jos cu roșu: SCWEITZER CUMPĂNĂ, Paris 1932. | Muzeul de Artă, Constanța | Cimec    |
|      | Flori (Crizanteme) Autor: Luchian, Ștefan                                       | Datare: 1911-1913? Școală: Școală românească Dimensiuni: 460x565 cm Material: ulei pe pânză                   | Semnat dreapta jos cu negru: LUCHIAN; nedatat. | Muzeul de Artă, Constanța | Cimec    |
|      | Cap de fată Autor: Luchian, Ștefan                                              | Datare: 1889 Școală: Școală românească Dimensiuni: 140x129 Material: ulei pe lemn                             | Semnat și datat stânga jos: LUCHIAN (18)89. | Muzeul de Artă, Constanța | Cimec    |
|      | Peisaj din Paris Autor: Schweitzer-Cumpăna, Rudolf                              | Datare: 1932 Școală: Școală românească modernă Dimensiuni: 650x800 cm Material: Ulei pe pânză                 | Semnat și datat stânga jos cu brun: SCWEITZER-CUMPĂNĂ, 1932 Paris. | Muzeul de Artă, Constanța | Cimec    |
|      | Femei la scăldat Autor: Loghi, Kimon                                            | Școală: Școală românească Dimensiuni: 460x560 Material: ulei pe carton                                        | Semnat dreapta jos cu brun: KIMON LOGHI; nedatat. | Muzeul de Artă, Constanța | Cimec    |
|      | Țărănci (Două țărănci) Autor: Ressu, Camil                                      | Datare: 1950 Școală: Școală modernă românească Dimensiuni: 650x495 cm Material: Ulei pe carton                | Semnat dreapta jos cu negru: C RESSU. Nedatat (1950). | Muzeul de Artă, Constanța | Cimec    |
|      | Autoportret Autor: Ressu, Camil                                                 | Datare: 1921 Școală: Școală românească modernă Dimensiuni: 592x700 Material: Ulei pe pânză                    | Semnat și datat dreapta jos cu creion negru: C. RESSU, 1921. | Muzeul de Artă, Constanța | Cimec    |
|      | Odaliscă Autor: Iser, Iosif                                                     | Școală: Școală românească Dimensiuni: 483x390 cm Material: guașă și ulei pe hârtie                            | Semnat dreapta jos cu brun: ISER; nedatat. | Muzeul de Artă, Constanța | Cimec    |
|      | Peisaj Autor: Ressu, Camil                                                      | Datare: 1924-1925 Școală: Școală românească modernă Dimensiuni: 508x627 Material: Ulei pe carton              | Semnat dreapta jos cu brun: C. RESSU. Nedatat (1924-1925). | Muzeul de Artă, Constanța | Cimec    |
|      | Tătăroaice Autor: Iser, Iosif                                                   | Școală: Școală românească Dimensiuni: 368x500 cm Material: ulei pe pânză                                      | Semnat dreapta jos cu brun: ISER; nedatat. | Muzeul de Artă, Constanța | Cimec    |
|      | Doamna spaniolă Autor: Iser, Iosif                                              | Școală: Școală românească Dimensiuni: 315 x 255 cm Material: guașă vernisată pe hârtie de desen               | Semnat stânga jos cu negru: ISER; nedatat. | Muzeul de Artă, Constanța | Cimec    |
|      | Țărancă cu copil Autor: Ressu, Camil                                            | Datare: 1920-1921 Școală: Școală românească modernă Dimensiuni: 700x500 cm Material: Ulei pe carton           | Semnat dreapta jos cu creion negru: C. RESSU. Nedatat (1920-1921). | Muzeul de Artă, Constanța | Cimec    |
|      | Fântână la Plevna Autor: Ressu, Camil                                           | Datare: 1913 Școală: Școală românească modernă Dimensiuni: 490x605 Material: Ulei pe carton                   | Semnat stânga jos cu creion C. RESSU. Nedatat (1913). | Muzeul de Artă, Constanța | Cimec    |
|      | Tătăroaice la Silistra Autor: Iser, Iosif                                       | Școală: Școală românească Dimensiuni: 390 x 355 cm Material: ulei pe pânză                                    | Semnat stânga jos cu negru: ISER; nedatat. | Muzeul de Artă, Constanța | Cimec    |
|      | Barcă în port Autor: Rădulescu, Magdalena                                       | Datare: 1943 Școală: Școală românească modernă Dimensiuni: 660x757 Material: Ulei pe pânză                    | Semnat dreapta jos cu roșu: MAGDALENA RĂDULESCU. Nedatat (1943). | Muzeul de Artă, Constanța | Cimec    |
|      | Peisaj Autor: Iser, Iosif                                                       | Datare: 1919 Școală: Școală românească Dimensiuni: 710x480 cm Material: ulei pe carton                        | Semnat și datat stânga jos cu negru: ISER 1919. | Muzeul de Artă, Constanța | Cimec    |
|      | Cella Serghi Autor: Rădulescu, Magdalena                                        | Datare: 1941 Școală: Școală românească modernă Dimensiuni: 619x502 Material: Ulei pe pânză                    | Semnat și datat stânga jos cu brun: MAGDALENA RĂDULESCU 1941. | Muzeul de Artă, Constanța | Cimec    |
|      | Peisaj în galben și albastru Autor: Iorgulescu-Yor, Petre                       | Datare: 1926? Școală: Școală românească Dimensiuni: 705x950 Material: ulei pe carton                          | Semnat dreapta jos cu negru: P. YORGULESCU YOR; nedatat. | Muzeul de Artă, Constanța | Cimec    |
|      | Râpă la Balcic (O râpă) Autor: Iorgulescu-Yor, Petre                            | Datare: 1938? Școală: Școală românească Dimensiuni: 590x740 cm Material: ulei pe carton                       | Nesemnat; nedatat. | Muzeul de Artă, Constanța | Cimec    |
|      | Peisaj Vâlcov Autor: Popp, Sabin                                                | Datare: 1925 Școală: Școală românească modernă Dimensiuni: 460x615 cm Material: Ulei pe carton                | Semnat și datat dreapta jos cu negru: SABIN POPP 1925. | Muzeul de Artă, Constanța | Cimec    |
|      | Peisaj cu case Autor: Popp, Sabin                                               | Datare: 1926 Școală: Școală românească modernă Dimensiuni: 465x535 Material: Ulei pe carton                   | Semnat stânga jos, cu creion negru: „SABIN POPP 1926”. | Muzeul de Artă, Constanța | Cimec    |
|      | Balcic Autor: Iorgulescu-Yor, Petre                                             | Școală: Școală românească Dimensiuni: 500x420 Material: ulei pe carton                                        | Semnat stânga jos, cu negru: „P. YORGULESCU YOR”; nedatat. | Muzeul de Artă, Constanța | Cimec    |
|      | Portret de fată Autor: Iancu, Marcel                                            | Datare: 1930 Școală: Școală românească Dimensiuni: 1100 x 850 cm Material: ulei pe pânză                      | Semnat și datat stânga jos, cu gri: „MARCEL IANCU (19)30”. | Muzeul de Artă, Constanța | Cimec    |
|      | Peisaj Autor: Popp, Sabin                                                       | Datare: 1925 Școală: Școală românească modernă Dimensiuni: 670x700 cm Material: Ulei pe carton                | Semnat și datat dreapta jos, cu negru: „SABIN POPP 1925”. | Muzeul de Artă, Constanța | Cimec    |
|      | Paleta pictorului Autor: Popescu, Vasile                                        | Școală: Școală românească modernă Dimensiuni: 465x570 Material: Ulei pe carton                                | Semnat deapta jos, cu brun: „VASILE POPESCU”. Nedatat. | Muzeul de Artă, Constanța | Cimec    |
|      | Casă la marginea orașului Autor: Henția, Sava                                   | Datare: Sec. XIX;4/4 Școală: Școală românească Dimensiuni: 370x345 cm Material: ulei pe pânză                 | Semnat stânga jos, prin zgâriere: „S. HENȚIA”; nedatat. | Muzeul de Artă, Constanța | Cimec    |
|      | Țigănia din Balcic Autor: Popescu, Vasile                                       | Datare: 1937 Școală: Școală românească modernă Dimensiuni: 496x607 cm Material: Ulei pe carton                | Semnat și datat stânga jos, cu roșu englez: „VASILE POPESCU 1937”. | Muzeul de Artă, Constanța | Cimec    |
|      | Flori Autor: Henția, Sava                                                       | Datare: 1884 Școală: Școală românească Dimensiuni: 494x395 Material: ulei pe pânză                            | Semnat și datat dreapta jos, cu roșu: „HENȚIA 1884”. | Muzeul de Artă, Constanța | Cimec    |
|      | Oglinda Alba Autor: Popescu, Vasile                                             | Datare: 1943 Școală: Școală românească modernă Dimensiuni: 610x502 cm Material: Ulei pe pânză                 | Semnat și datat stânga jos, cu roșu venețian: „VASILE POPESCU (1)943”. | Muzeul de Artă, Constanța | Cimec    |
|      | La malul mării Autor: Hârlescu, Dimitrie                                        | Școală: Școală românească Dimensiuni: 531x658 Material: ulei pe pânză                                         | Semnat stânga jos, prin zgâriere: „D. HÂRLESCU”; nedatat. | Muzeul de Artă, Constanța | Cimec    |
|      | Natură statică cu fes roșu Autor: Popescu, Vasile                               | Datare: 1943 Școală: Școală românească modernă Dimensiuni: 610x95 Material: Ulei pe carton                    | Semnat stânga jos, cu violet: „VASILE POPESCU (1)943”. | Muzeul de Artă, Constanța | Cimec    |
|      | Drum greu Autor: Grigorescu, Nicolae                                            | Școală: Școală românească Dimensiuni: 865x1310 Material: ulei pe pânză                                        | În mijlocul imaginii un car cu șase boi în dreapta un ciobănaș cu cizme roșii și brațul drept ridicat, cu un bici în mână, în fund un lanț de munți albaștri, în stânga un ochi de apă și cerul imens acoperă o jumătate de tablou. Semnat dreapta jos, cu roșu: „GRIGORESCU”; nedatat. | Muzeul de Artă, Constanța | Cimec    |
|      | Natură statică Autor: Popescu, Vasile                                           | Datare: 1935 Școală: Școală românească modernă Dimensiuni: 590x481 cm Material: Ulei pe carton                | Semnat și datat stânga jos, cu alb: „VASILE POPESCU (1)935”. | Muzeul de Artă, Constanța | Cimec    |
|      | Rodica (Primăvara) Autor: Grigorescu, Nicolae                                   | Datare: 1881 Școală: Școală românească Dimensiuni: 1029x620 cm Material: ulei pe pânză                        | Semnat și datat stânga jos, cu roșu: „GRIGORESCU 1881”. | Muzeul de Artă, Constanța | Cimec    |
|      | Buchetul cu maci Autor: Grigorescu, Nicolae                                     | Școală: Școală românească Dimensiuni: 350x220 cm Material: ulei pe lemn                                       | Semnat stânga sus, prin zgâriere: „GRIGORESCU”; nedatat. | Muzeul de Artă, Constanța | Cimec    |
|      | Turcoaice Autor: Popescu, Vasile                                                | Datare: 1937 Școală: Școală românească modernă Dimensiuni: 600x490 cm Material: Ulei pe pânză                 | Semnat și datat stânga jos, cu roșu: „V. POPESCU (19)37”. | Muzeul de Artă, Constanța | Cimec    |
|      | Peisaj Autor: Popescu, Vasile                                                   | Datare: 1939 Școală: Școală românească modernă Dimensiuni: 540x655 cm Material: Ulei pe pânză                 | Semnat și datat stânga jos, cu negru: „VASILE POPESCU (19)39”. | Muzeul de Artă, Constanța | Cimec    |
|      | Car cu boi Autor: Grigorescu, Nicolae                                           | Școală: Școală românească Dimensiuni: 224x393 cm Material: ulei pe lemn                                       | Semnat dreapta jos, cu roșu: „GRIGORESCU”; nedatat. | Muzeul de Artă, Constanța | Cimec    |
|      | Flori albe de cireș Autor: Grigorescu, Nicolae                                  | Datare: 1903 Școală: Școală românească Dimensiuni: 660x360 cm Material: ulei pe pânză                         | Semnat și datat dreapta jos, cu roșu: „GRIGORESCU 1903”. | Muzeul de Artă, Constanța | Cimec    |
|      | Portul Constanța Autor: Popescu, Vasile                                         | Datare: 1941 Școală: Școală românească modernă Dimensiuni: 493x90 cm Material: Ulei pe carton                 | Semnat și datat stânga jos, cu albastru cobalt: „VASILE POPESCU (1)941”. | Muzeul de Artă, Constanța | Cimec    |
|      | Peisaj marin Autor: Popescu, Ștefan                                             | Datare: 1925 Școală: Școală românească modernă Dimensiuni: 1005x703 cm Material: Ulei pe pânză                | Semnat și datat dreapta jos, cu roșu: „ȘTEFAN POPESCU (19)25”. | Muzeul de Artă, Constanța | Cimec    |
|      | Ciobănaș Autor: Grigorescu, Nicolae                                             | Școală: Școală românească Dimensiuni: 140x235 cm Material: ulei pe lemn                                       | Semnat dreapta jos, cu roșu: „GRIGORESCU”; nedatat. | Muzeul de Artă, Constanța | Cimec    |
|      | Femeie în roșu Autor: Popescu, Ștefan                                           | Școală: Școală românească modernă Dimensiuni: 810x570 cm Material: Ulei pe pânză                              | Semnat dreapta jos, cu brun: „Șt. Popescu”. Nedatat. | Muzeul de Artă, Constanța | Cimec    |
|      | Profil de fată (Cap de fată) Autor: Grigorescu, Nicolae                         | Școală: Școală românească Dimensiuni: 580x457 cm Material: ulei pe pânză                                      | Semnat stânga jos, cu roșu: „GRIGORESCU”; nedatat. | Muzeul de Artă, Constanța | Cimec    |
|      | Case și pomi Autor: Grigorescu, Lucian                                          | Școală: Școală românească Dimensiuni: 270x410 cm Material: ulei pe pânză lipită pe carton                     | Semnat dreapta jos, cu verde: „L. GRIGORESCU”; nedatat. | Muzeul de Artă, Constanța | Cimec    |
|      | Vedere panoramică Autor: Popescu, Ștefan                                        | Datare: 1915 Școală: Școală românească modernă Dimensiuni: 266x350 Material: Ulei pe lemn                     | Semnat și datat dreapta jos, cu verde: „ȘT. POPESCU 1915”. | Muzeul de Artă, Constanța | Cimec    |
|      | Peisaj cu case (Acoperișuri) Autor: Grigorescu, Lucian                          | Datare: 1942 Școală: Școală românească Dimensiuni: 455x546 Material: ulei pe pânză                            | Semnat stânga jos, cu verde: „L. GRIGORESCU”; nedatat. | Muzeul de Artă, Constanța | Cimec    |
|      | În sat - compoziție Autor: Popea, Elena                                         | Școală: Școală românească modernă Dimensiuni: 480x510 cm Material: Ulei pe carton                             | Semnat dreapta jos, cu creion negru: „POPEA”. Nedatat. | Muzeul de Artă, Constanța | Cimec    |
|      | Interior Autor: Popea, Elena                                                    | Școală: Școală românească modernă Dimensiuni: 420x600 Material: Ulei pe pânză                                 | Semnat dreapta jos, cu brun: „E. POPEA”. Nedatat. | Muzeul de Artă, Constanța | Cimec    |
|      | Peisaj din Paris Autor: Grigorescu, Lucian                                      | Școală: Școală românească Dimensiuni: 495x640 Material: ulei și guașă pe hârtie                               | Semnat la mijloc jos, cu verde: „L. GRIGORESCU”; nedatat. | Muzeul de Artă, Constanța | Cimec    |
|      | Peisaj Autor: Grigorescu, Lucian                                                | Datare: 1923 Școală: Școală românească Dimensiuni: 530x627 Material: ulei pe carton                           | Semnat dreapta jos, cu creion: „GRIGORESCU L.” și dedesubt, cu negru, semnat și datat: „L. GRIGORESCU (1)923”. | Muzeul de Artă, Constanța | Cimec    |
|      | Interior românesc la Sâmbăta de Sus Autor: Phoebus, Alexandru                   | Datare: 1941 Școală: Școală românească modernă Dimensiuni: 807x650 cm Material: Ulei pe pânză                 | Semnat și datat dreapta jos, cu ocru: „A. PHOEBUS 1941”. | Muzeul de Artă, Constanța | Cimec    |
|      | Natură statică cu mere Autor: Grigorescu, Lucian                                | Datare: 1936 Școală: Școală românească Dimensiuni: 460x650 cm Material: ulei pe pânză                         | Semnat stânga jos, cu verde: „L. GRIGORESCU”; nedatat. | Muzeul de Artă, Constanța | Cimec    |
|      | Mangalia Autor: Petrașcu, Gheorghe                                              | Datare: 1928 Școală: Școală românească modernă Dimensiuni: 245x355 cm Material: Ulei pe carton                | Semnat și datat dreapta jos, cu roșu: „G. PETRAȘCU (1)928”. | Muzeul de Artă, Constanța | Cimec    |
|      | Curte de mânăstire la Veneția Autor: Petrașcu, Gheorghe                         | Datare: 1934 Școală: Școală românească modernă Dimensiuni: 380x462 cm Material: Ulei pe carton                | Semnat și datat dreapta jos, cu roșu cadmiu: „G.PETRAȘCU (1)934”. | Muzeul de Artă, Constanța | Cimec    |
|      | Peisaj din Franța (Drum la Cassis) Autor: Grigorescu, Lucian                    | Datare: 1934 Școală: Școală românească Dimensiuni: 457x555 cm Material: ulei pe pânză                         | Nesemnat; nedatat. | Muzeul de Artă, Constanța | Cimec    |
|      | Natură moartă Autor: Petrașcu, Gheorghe                                         | Datare: 1934 Școală: Școală românească modernă Dimensiuni: 450x543 cm Material: Ulei pe pânză                 | Semnat și datat dreapta jos, cu negru: „G. PETRAȘCU (1)934”. | Muzeul de Artă, Constanța | Cimec    |
|      | Peisaj Autor: Grigorescu, Lucian                                                | Datare: 1942 Școală: Școală românească Dimensiuni: 595x807 Material: ulei pe pânză                            | Semnat stânga jos, cu verde: „L. GRIGORESCU”; nedatat. | Muzeul de Artă, Constanța | Cimec    |
|      | Casă la Văleni Autor: Petrașcu, Gheorghe                                        | Școală: Școală românească modernă Dimensiuni: 300x400 Material: Ulei pe pânză                                 | Semnat stânga jos, cu negru: „G. PETRAȘCU”. Nedatat (1909-1914 P.C. și D.S.) | Muzeul de Artă, Constanța | Cimec    |
|      | Interior (Natură statică cu figurină și joben galben) Autor: Grigorescu, Lucian | Școală: Școală românească Dimensiuni: 815x998 cm Material: ulei pe pânză                                      | Semnat dreapta jos, cu verde: „L. GRIGORESCU”; nedatat. | Muzeul de Artă, Constanța | Cimec    |
|      | Moară Autor: Petrașcu, Gheorghe                                                 | Școală: Școală românească modernă Dimensiuni: 178x254 Material: Ulei pe carton                                | Semnat dreapta jos, cu negru: „G. PETRAȘCU”. Nedatat (1927-1928 P.C. și D.S.) | Muzeul de Artă, Constanța | Cimec    |
|      | Cassis Autor: Grigorescu, Lucian                                                | Datare: 1929 Școală: Școală românească Dimensiuni: 595x790 Material: ulei pe pânză                            | Semnat stânga jos, cu verde: „L. GRIGORESCU”; nedatat. | Muzeul de Artă, Constanța | Cimec    |
|      | Natură moartă cu pepene Autor: Ghiață, Dumitru                                  | Datare: 1928 Școală: Școală românească Dimensiuni: 500x605 Material: ulei pe pânză                            | Semnat dreapta jos, cu negru: „GHIAȚĂ D.”; nedatat. | Muzeul de Artă, Constanța | Cimec    |
|      | Peisaj la Roscof Autor: Petrașcu, Gheorghe                                      | Datare: 1919 Școală: Școală românească modernă Dimensiuni: 465x604 cm Material: Ulei pe pânză                 | Semnat și datat dreapta jos, cu albastru: „G. PETRAȘCU (1)919”. | Muzeul de Artă, Constanța | Cimec    |
|      | Țărănci la masă Autor: Ghiață, Dumitru                                          | Datare: 1936 Școală: Școală românească Dimensiuni: 498x605 cm Material: ulei pe carton                        | Semnat dreapta jos, de două ori, cu negru și cu ocru: „GHIAȚĂ D.”; nedatat. | Muzeul de Artă, Constanța | Cimec    |
|      | Femeie la mare Autor: Petrașcu, Gheorghe                                        | Datare: 1920 Școală: Școală românească modernă Dimensiuni: 468x610 cm Material: Ulei pe pânză                 | Semnat și datat dreapta jos, cu negru: „G. PETRAȘCU (1)920”. | Muzeul de Artă, Constanța | Cimec    |
|      | Interior la Viforâta Autor: Petrașcu, Gheorghe                                  | Datare: 1932 Școală: Școală românească modernă Dimensiuni: 440x457 cm Material: Ulei pe pânză                 | Semnat și datat dreapta sus, cu negru: „G. PETRAȘCU (1)932”. | Muzeul de Artă, Constanța | Cimec    |
|      | Două țărănci la piață Autor: Ghiață, Dumitru                                    | Datare: 1939 Școală: Școală românească Dimensiuni: 500x610 Material: ulei pe carton                           | Semnat dreapta jos, cu roșu: „GHIAȚĂ D.”; nedatat. | Muzeul de Artă, Constanța | Cimec    |
|      | Peisaj de iarnă (Depozit de lemne) Autor: Ghiață, Dumitru                       | Școală: Școală românească Dimensiuni: 492x599 Material: ulei pe carton                                        | Semnat dreapta jos, cu brun: „GHIAȚĂ D.”; nedatat. | Muzeul de Artă, Constanța | Cimec    |
|      | Puntea cu trei arce Autor: Petrașcu, Gheorghe                                   | Datare: 1934 Școală: Școală românească modernă Dimensiuni: 265x360 cm Material: Ulei pe caton                 | Semnat și datat stânga jos, cu albastru: „G. PETRAȘCU (1)934 Veneția”. | Muzeul de Artă, Constanța | Cimec    |
|      | Femeie pe gânduri Autor: Petrașcu, Gheorghe                                     | Datare: 1926 Școală: Școală românească modernă Dimensiuni: 440x530 cm Material: Ulei pe pânză                 | Semnat și datat dreapta jos, cu negru: „G. PETRAȘCU (1)926”. | Muzeul de Artă, Constanța | Cimec    |
|      | Peisaj din Mangalia Autor: Dimitrescu, Ștefan                                   | Datare: 1928 Școală: Școală românească Dimensiuni: 500x650 cm Material: ulei pe pânză                         | Semnat dreapta jos, cu brun: „ȘT. DIMITRESCU”; nedatat. | Muzeul de Artă, Constanța | Cimec    |
|      | Natură statică cu mere Autor: Petrașcu, Gheorghe                                | Datare: 1937 Școală: Școală românească modernă Dimensiuni: 335x445 cm Material: Ulei pe pânză                 | Semnat de două ori stânga sus, cu negru: „G. PETRAȘCU” și dedesubt: „G. P.”. Datat stânga sus, cu negru: 1937. | Muzeul de Artă, Constanța | Cimec    |
|      | Turci la Mangalia Autor: Dimitrescu, Ștefan                                     | Școală: Școală românească Dimensiuni: 345x456 Material: ulei pe carton                                        | Semnat dreapta jos, cu brun: „ȘT. DIMITRESCU”; nedatat. | Muzeul de Artă, Constanța | Cimec    |
|      | Pe malul mării Autor: Petrașcu, Gheorghe                                        | Datare: 1921 Școală: Școală românească modernă Dimensiuni: 460x380 cm Material: Ulei pe pânză                 | Semnat și datat stânga jos, cu negru: „GHEORGHE PETRAȘCU Balcik (1)921”. | Muzeul de Artă, Constanța | Cimec    |
|      | Castelul Brâncovenesc din Sâmbăta de Sus Autor: Dimitrescu, Ștefan              | Datare: 1925 Școală: Școală românească Dimensiuni: 645x495 cm Material: ulei pe carton                        | Semnat dreapta jos, cu negru: „ȘT. DIMITRESCU”; nedatat. | Muzeul de Artă, Constanța | Cimec    |
|      | Peisaj la Senlis Autor: Petrașcu, Gheorghe                                      | Școală: Școală românească modernă Dimensiuni: 380x460 Material: Ulei pe pânză                                 | Semnat și datat dreapta jos, cu roșu peste albastru: „G. PETRAȘCU Senlis (1)932”. | Muzeul de Artă, Constanța | Cimec    |
|      | Femei pe plajă Autor: Dimitrescu, Ștefan                                        | Datare: 1932-1933 Școală: Școală românească Dimensiuni: 800x950 Material: ulei pe pânză                       | Semnat dreapta jos, cu negru: „DIMITRESCU”; nedatat. | Muzeul de Artă, Constanța | Cimec    |
|      | Bunelul Autor: Dimitrescu, Ștefan                                               | Datare: 1921-1924 Școală: Școală românească Dimensiuni: 610x498 Material: ulei pe pânză                       | Semnat stânga jos, cu brun: „ȘT. DIMITRESCU”; nedatat. | Muzeul de Artă, Constanța | Cimec    |
|      | Privind marea la Mangalia Autor: Petrașcu, Gheorghe                             | Datare: 1930 Școală: Școală românească modernă Dimensiuni: 502x615 cm Material: Ulei pe pânză                 | Semnat și datat stânga jos, cu negru: „G. PETRAȘCU (1)930 Mangalia”. | Muzeul de Artă, Constanța | Cimec    |
|      | Natură moartă Autor: Petrașcu, Gheorghe                                         | Datare: 1940 Școală: Școală românească modernă Dimensiuni: 257x362 Material: Ulei pe carton                   | Semnat dreapta sus, cu roșu: „G. PETRAȘCU”. Datat pe verso, cu roșu: „(1)940”. | Muzeul de Artă, Constanța | Cimec    |
|      | Peisaj dobrogean Autor: Dimitrescu, Ștefan                                      | Datare: 1926-1928 Școală: Școală românească Dimensiuni: 399x500 cm Material: ulei pe pânză                    | Semnat dreapta jos, cu roșu: „ȘT. DIMITRESCU”; nedatat. | Muzeul de Artă, Constanța | Cimec    |
|      | Bunelul și nepoata Autor: Dimitrescu, Ștefan                                    | Școală: Școală românească Dimensiuni: 495x600 Material: ulei pe carton                                        | Semnat dreapta jos, cu ocru: „ȘT. DIMITRESCU”; nedatat. | Muzeul de Artă, Constanța | Cimec    |
|      | Peisaj din Veneția Autor: Petrașcu, Gheorghe                                    | Școală: Școală românească modernă Dimensiuni: 380x460 Material: Ulei pe pânză                                 | Semnat stânga jos, cu negru: „G. PETRAȘCU”. Nedatat (1934). | Muzeul de Artă, Constanța | Cimec    |
|      | Vederea Balcicului dinspre mare Autor: Dărăscu, Nicolae                         | Școală: Școală românească Dimensiuni: 500x610 cm Material: ulei pe pânză                                      | Semnat dreapta jos, cu brun: „N. DĂRĂSCU”; nedatat. | Muzeul de Artă, Constanța | Cimec    |
|      | Femeie pe sofa Autor: Petrașcu, Gheorghe                                        | Datare: 1934 Școală: Școală românească modernă Dimensiuni: 255x355 cm Material: Ulei pe carton                | Semnat și datat dreapta jos, cu albastru cobalt: „G. PETRAȘCU (1)938”. | Muzeul de Artă, Constanța | Cimec    |
|      | Cimitir tătărăsc la Balcic Autor: Dărăscu, Nicolae                              | Datare: 1924 Școală: Școală românească Dimensiuni: 725x920 Material: ulei pe pânză                            | Semnat stânga jos, cu brun: „DĂRĂSCU”; datat 1924. | Muzeul de Artă, Constanța | Cimec    |
|      | Flori în fața oglinzii Autor: Pallady, Theodor                                  | Școală: Școală românească modernă Dimensiuni: 732x604 Material: Ulei pe carton                                | Semnat stânga central, cu roșu englez: „T. PALLADY”. Nedatat. | Muzeul de Artă, Constanța | Cimec    |
|      | Vas verde cu fructe Autor: Dărăscu, Nicolae                                     | Datare: 1935-1936 ? Școală: Școală românească Dimensiuni: 535x650 cm Material: ulei pe pânză                  | Semnat dreapta jos, cu violet: „DĂRĂSCU”; nedatat. | Muzeul de Artă, Constanța | Cimec    |
|      | Flori gabene Autor: Pallady, Theodor                                            | Școală: Școală românească modernă Dimensiuni: 459x380 Material: Ulei pe pânză lipită pe carton                | Semnat stânga jos, în monogram, cu gri TP și dreapta mijloc, cu creion negru: „T. PALLADY”. Nedatat. | Muzeul de Artă, Constanța | Cimec    |
|      | Peisaj dobrogean Autor: Dărăscu, Nicolae                                        | Școală: Școală românească Dimensiuni: 495x615 cm Material: ulei pe carton                                     | Semnat dreapta jos, cu brun: „DĂRĂSCU”; nedatat. | Muzeul de Artă, Constanța | Cimec    |
|      | Femeie în roșu Autor: Pallady, Theodor                                          | Școală: Școală românească modernă Dimensiuni: 645x520 cm Material: Ulei pe carton                             | Semnat dreapta jos, cu roșu: „T. PALLADY”. Nedatat (1940). | Muzeul de Artă, Constanța | Cimec    |
|      | Femeie cu măr Autor: Pallady, Theodor                                           | Școală: Școală românească modernă Dimensiuni: 650x500 cm Material: Ulei pe carton                             | Semnat dreapta mijloc, în monogram, cu creion negru: „T.P.”. Nedatat (1935). | Muzeul de Artă, Constanța | Cimec    |
|      | Peisaj dobrogean Autor: Dărăscu, Nicolae                                        | Școală: Școală românească Dimensiuni: 496x605 cm Material: ulei pe pânză lipită pe carton                     | Semnat stânga jos, cu brun: „DĂRĂSCU”; nedatat. | Muzeul de Artă, Constanța | Cimec    |
|      | Odaliscă Autor: Pallady, Theodor                                                | Școală: Școală românească modernă Dimensiuni: 610x498 cm Material: Ulei pe pânză lipită pe carton             | Semnat dreapta mijloc, cu creion negru: „T. PALLADY”. Nedatat. | Muzeul de Artă, Constanța | Cimec    |
|      | Veneția Autor: Dărăscu, Nicolae                                                 | Datare: 1926? Școală: Școală românească Dimensiuni: 495x613 cm Material: ulei pe carton                       | Semnat dreapta jos, cu albastru ultramarin: „N. DĂRĂSCU”; nedatat. | Muzeul de Artă, Constanța | Cimec    |
|      | Veneția Autor: Dărăscu, Nicolae                                                 | Datare: 1924 Școală: Școală românească Dimensiuni: 548x460 cm Material: ulei pe pânză                         | Semnat și datat dreapta jos, cu roșu: „DĂRĂSCU, 1924 Veneția”. | Muzeul de Artă, Constanța | Cimec    |
|      | Pantheonul din Paris Autor: Pallady, Theodor                                    | Școală: Școală românească modernă Dimensiuni: 530x485 cm Material: Ulei pe carton                             | Semnat stânga jos, în monogram, cu creion negru: „T.P.”. Nedatat. | Muzeul de Artă, Constanța | Cimec    |
|      | Constanța Autor: Pallady, Theodor                                               | Școală: Școală românească modernă Dimensiuni: 497x608 Material: Ulei pe carton                                | Semnat stânga jos, cu creion albastru: „T. PALLADY”. Nedatat. | Muzeul de Artă, Constanța | Cimec    |
|      | Flori Autor: Ciucurencu, Alexandru                                              | Școală: Școală românească Dimensiuni: 388x497 cm Material: ulei pe pânză lipită pe carton                     | Nesemnat; nedatat. | Muzeul de Artă, Constanța | Cimec    |
|      | Femeie în interior Autor: Ciucurencu, Alexandru                                 | Datare: 1939 Școală: Școală românească Dimensiuni: 415x494 Material: ulei pe carton                           | Semnat în monogram și datat dreapta jos, cu albastru: „CA (19)39”. | Muzeul de Artă, Constanța | Cimec    |
|      | Natură moartă cu narghilea Autor: Pallady, Theodor                              | Școală: Școală românească modernă Dimensiuni: 600x455 cm Material: Ulei pe carton                             | Semnat stânga jos, cu violet: „T. PALLADY”. Nedatat (1921). | Muzeul de Artă, Constanța | Cimec    |
|      | Odaliscă Autor: Ciucurencu, Alexandru                                           | Datare: 1938 Școală: Școală românească Dimensiuni: 385x480 Material: ulei pe carton                           | Semnat în monogram și datat dreapta sus, cu negru: „CA (1)'938”. | Muzeul de Artă, Constanța | Cimec    |
|      | Natură statică (Ceainicul negru) Autor: Pallady, Theodor                        | Școală: Școală românească modernă Dimensiuni: 490x388 cm Material: Ulei pe pânză lipită pe carton             | Semnat dreapta mijloc, cu creion negru: „T. PALLADY”. Nedatat (1937). | Muzeul de Artă, Constanța | Cimec    |
|      | Natură statică cu pistol (O sinucidere) Autor: Pallady, Theodor                 | Școală: Școală românească modernă Dimensiuni: 609x500 Material: Ulei pe pânză lipită pe carton                | Semnat stânga mijloc, cu brun: „PALLADY”. Nedatat (1931). | Muzeul de Artă, Constanța | Cimec    |
|      | Fată dormind Autor: Ciucurencu, Alexandru                                       | Datare: 1941 Școală: Școală românească Dimensiuni: 490x600 Material: ulei pe carton                           | Semnat și datat dreapta jos, cu brun: „CA (19)41”. | Muzeul de Artă, Constanța | Cimec    |
|      | Fată cu chitară Autor: Ciucurencu, Alexandru                                    | Datare: 1945 Școală: Școală românească Dimensiuni: 520x664 Material: ulei pe carton                           | Semnat în monogram dreapta sus, cu ocru: „CA”; datat de două ori dreapta sus, cu ocru și dreapta central, cu albastru „(19)45”. | Muzeul de Artă, Constanța | Cimec    |
|      | Nud pe chaise-longue Autor: Pallady, Theodor                                    | Școală: Școală românească modernă Dimensiuni: 610x500 cm Material: Ulei pe pânză lipită pe carton             | Semnat stânga mijloc, cu creion negru: „T. PALLADY”. Nedatat. | Muzeul de Artă, Constanța | Cimec    |
|      | Femeie în gri Autor: Ciucurencu, Alexandru                                      | Datare: 1944 Școală: Școală românească Dimensiuni: 650x500 Material: ulei pe carton                           | Semnat în monogram și datat dreapta jos, cu creion negru: „CA (19)44”. | Muzeul de Artă, Constanța | Cimec    |
|      | Lectură Autor: Pallady, Theodor                                                 | Datare: 1940 Școală: Școală românească modernă Dimensiuni: 775x623 Material: Ulei pe pânză lipită pe carton   | Semnat și datat stânga jos, cu creion negru: „T. PALLADY. (19)40”. | Muzeul de Artă, Constanța | Cimec    |
|      | Peisaj dobrogean (Balcic) Autor: Catargi, Henri                                 | Datare: 1923 Școală: Școală românească Dimensiuni: 373x507 cm Material: ulei pe pânză                         | Semnat și datat dreapta jos, cu roșu: „HH CATARGI 1923”. | Muzeul de Artă, Constanța | Cimec    |
|      | Nud (Melancolie) Autor: Pallady, Theodor                                        | Școală: Școală românească modernă Dimensiuni: 815x600 cm Material: Ulei pe carton                             | Semnat dreapta mijloc, cu creion negru: „T. PALLADY”. Nedatat (1929). | Muzeul de Artă, Constanța | Cimec    |
|      | Nud pe sofa (Cămașa neagră) Autor: Pallady, Theodor                             | Școală: Școală românească modernă Dimensiuni: 535x645 cm Material: Ulei pe pânză lipită pe carton             | Semnat dreapta mijloc, cu creion negru: „T. PALLADY”. Nedatat (1942). | Muzeul de Artă, Constanța | Cimec    |
|      | Peisaj Autor: Catargi, Henri                                                    | Datare: 1919 Școală: Școală românească Dimensiuni: 500x650 cm Material: ulei pe pânză                         | Semnat stânga jos, cu brun: „H.H. CATARGI”; datat dreapta jos, cu creion negru: „(19)19”. | Muzeul de Artă, Constanța | Cimec    |
|      | Peisaj de iarnă (Curte în Calea Victoriei) Autor: Bunescu, Marius               | Datare: 1928 Școală: Școală românească Dimensiuni: 450x600 Material: ulei pe carton                           | Semnat dreapta jos, cu verde: „BUNESCU”; datat pe verso, cu creion: „1928”. | Muzeul de Artă, Constanța | Cimec    |
|      | Sena Autor: Pallady, Theodor                                                    | Școală: Școală românească modernă Dimensiuni: 592x480 cm Material: Ulei pe carton                             | Semnat stânga mijloc, în monogram, cu creionul: „T.P”. Nedatat (1923 - 1935). | Muzeul de Artă, Constanța | Cimec    |
|      | Flori și banane Autor: Pallady, Theodor                                         | Școală: Școală românească modernă Dimensiuni: 540x450 cm Material: Ulei pe carton                             | Semnat stânga mijloc, cu gri: „T. PALLADY” și stânga sus, în monogram, cu verde: „T.P”. Nedatat. | Muzeul de Artă, Constanța | Cimec    |
|      | Peisaj din Constanța Autor: Bunescu, Marius                                     | Datare: 1932? Școală: Școală românească Dimensiuni: 400x500 Material: ulei pe carton                          | Semnat dreapta jos, cu albastru cobalt: „BUNESCU”; nedatat. | Muzeul de Artă, Constanța | Cimec    |
|      | Natură moartă cu statuetă Autor: Pallady, Theodor                               | Școală: Școală românească modernă Dimensiuni: 710x580 cm Material: Ulei pe carton                             | Semnat dreapta sus, în monogram, cu gri: „T.P.”. Nedatat (1943 - 1944). | Muzeul de Artă, Constanța | Cimec    |
|      | Natură statică cu pepene Autor: Bunescu, Marius                                 | Datare: 1940-1942 ? Școală: Școală românească Dimensiuni: 320x400 cm Material: ulei pe carton                 | Semnat dreapta jos, cu negru: „BUNESCU”; nedatat. | Muzeul de Artă, Constanța | Cimec    |
|      | Femeie în roșu Autor: Pallady, Theodor                                          | Școală: Școală românească modernă Dimensiuni: 520x685 cm Material: Ulei pe carton                             | Semnat mijloc sus, în monogram, cu creion negru: „T.P.”. Nedatat. | Muzeul de Artă, Constanța | Cimec    |
|      | Ardei roșii Autor: Bunescu, Marius                                              | Datare: 1940? Școală: Școală românească Dimensiuni: 265x345 cm Material: ulei pe carton                       | Semnat dreapta jos, cu albastru cobalt: „BUNESCU”; nedatat. | Muzeul de Artă, Constanța | Cimec    |
|      | Țărmuri dobrogene Autor: Bunescu, Marius                                        | Datare: 1932-1933? Școală: Școală românească Dimensiuni: 500x864 Material: ulei pe carton                     | Semnat dreapta jos, cu albastru: „BUNESCU”; nedatat. | Muzeul de Artă, Constanța | Cimec    |
|      | Flori de castan Autor: Pallady, Theodor                                         | Școală: Școală românească modernă Dimensiuni: 600x450 cm Material: Ulei pe hârtie lipită pe carton            | Semnat stânga mijloc și dreapta spre mijloc, în monogram, cu creion negru: „T.P.”. Nedatat. | Muzeul de Artă, Constanța | Cimec    |
|      | Înainte de furtună (La Carmen Sylva) Autor: Bunescu, Marius                     | Datare: 1942 ? Școală: Școală românească Dimensiuni: 600x735 cm Material: ulei pe pânză                       | Semnat dreapta jos, cu negru: „BUNESCU”; nedatat. | Muzeul de Artă, Constanța | Cimec    |
|      | Natură moartă (Flori de soc și gălbenele) Autor: Pallady, Theodor               | Școală: Școală românească modernă Dimensiuni: 460x380 cm Material: Ulei pe pânză lipită pe carton             | Semnat dreapta spre mijloc, prin zgâriere: „T. PALLADY”. Nedatat (1941). | Muzeul de Artă, Constanța | Cimec    |
|      | Natură statică (cu biscuiți și lămâi) Autor: Pallady, Theodor                   | Școală: Școală românească modernă Dimensiuni: 299x410 Material: Ulei pe pânză lipită pe carton                | Semnat dreapta jos, cu creion negru: „T. PALLADY”. Nedatat (1940). | Muzeul de Artă, Constanța | Cimec    |
|      | Încurcat în socoteli Autor: Băncilă, Octav                                      | Datare: 1909 Școală: Școală românească Dimensiuni: 1150x710 cm Material: ulei pe pânză                        | Semnat și datat stânga jos, cu negru: „OCTAV BĂNCILĂ 1909”. | Muzeul de Artă, Constanța | Cimec    |
|      | Casă veche din București Autor: Bălăcescu Demetriade, Lucia                     | Datare: 1943 Școală: Școală românească Dimensiuni: 461x605 Material: ulei pe carton                           | Semnat în monogram și datat dreapta jos, cu umbră arsă: „LDB (1)943”. | Muzeul de Artă, Constanța | Cimec    |
|      | Femeie croșetând Autor: Baltazar, Abgar                                         | Școală: Școală românească Dimensiuni: 410x327 cm Material: ulei pe placaj                                     | Semnat dreapta jos, cu negru: „A. BALTAZAR”; nedatat. | Muzeul de Artă, Constanța | Cimec    |
|      | Ceainic pe scaun (Natură moartă cu samovar) Autor: Wexler, Arnold Max           | Datare: 1934? Dimensiuni: 485x405 Material: ulei pe hârtie                                                    | Semnat dreapta jos, cu creion negru: „M.W. ARNOLD”; nedatat. | Muzeul de Artă, Constanța | Cimec    |
|      | Peisaj Autor: Aman, Theodor                                                     | Școală: Școală românească Dimensiuni: 140x240 cm Material: ulei pe lemn                                       | Semnat stânga jos, cu roșu englez: „AMAN”; nedatat. | Muzeul de Artă, Constanța | Cimec    |
|      | Copii jucând hora Autor: Aman, Theodor                                          | Școală: Școală românească Dimensiuni: 265x350 cm Material: ulei pe lemn                                       | Semnat stânga jos, cu brun: „TH. AMAN”; nedatat. | Muzeul de Artă, Constanța | Cimec    |
|      | Casă la țară Autor: Andreescu, Ioan                                             | Datare: 1876-1878 Școală: Școală românească Dimensiuni: 213x300 cm Material: ulei pe pânză                    | Nesemnat; nedatat. | Muzeul de Artă, Constanța | Cimec    |
|      | Bordei țărănesc Autor: Andreescu, Ioan                                          | Datare: 1875-1877 Școală: Școală românească Dimensiuni: 195x266 cm Material: ulei pe pânză lipită pe carton   | Nesemnat; nedatat. | Muzeul de Artă, Constanța | Cimec    |

## Fond
| Foto | Informații generale                                          | Detalii tehnice | Descriere | Deținător                       | Legături |
| ---- | ------------------------------------------------------------ | --- | --- | ------------------------------- | -------- |
|      | Lila cu fundă roșie Autor: Șirato, Francisc                  | Datare: 1933-1935 Dimensiuni: 61 x 50 cm Material: ulei pe carton                                                                             | Semnat stânga jos cu brun „Șirato”. | Colecții particulare, Constanța | Cimec    |
|      | Rață sălbatică Autor: Andreescu, Ioan                        | Școală: Școală modernă românească Dimensiuni: 345 x 270 mm Material: ulei pe pânză                                                            | Rața sălbatică, moartă, este așezată pe un suport din lemn, probabil o masă, peste a cărei margine atârnă capul păsării vânate. Dominanta cromatică este brunul, mai închis spre extremități (pene, cap, cioc) și în fundal, cu accente și reflexe de lumină. | Muzeul de Artă, Constanța       | Cimec    |
|      | Turtucaia Autor: Artachino, Constantin                       | Școală: Școală românească modernă Dimensiuni: 470 x 335 mm Material: ulei pe pânză maruflată pe carton                                        | Un peisaj dobrogean de vară; pictorul se află la baza unei râpe, pe suprafața căreia cresc diferite forme de vegetație pitică; în depărtare se zărește minaretul unei geamii, profilat pe cerul străbătut de nori albi, pufoși. | Muzeul de Artă, Constanța       | Cimec    |
|      | Tulcea Autor: Avachian, Hrandt                               | Școală: Școală modernă românească Dimensiuni: 372 x 452 mm Material: ulei pe pânză lipită pe carton                                           | În prim plan se vede fluviul, cu mici ambarcațiuni la cheu; pe malul drept, singurul figurat, sunt figurate case scunde, o geamie cu minaretul specific și o vegetație abundentă. | Muzeul de Artă, Constanța       | Cimec    |
|      | Nud Autor: Baba, Corneliu                                    | Datare: 1935 Școală: Școală românească modernă Dimensiuni: 910 x 480 mm Material: ulei pe pânză                                               | Este un nud de femeie văzut din spate; modelul își sprijină brațele, ridicate, pe un paravan acoperit cu o pânză albă, care primește lumina frontal, cu accente reci sau calde în funcție de reflexele pe care le primește; unul dintre picioare este ușor flexat, iar trupul înregistrează firesc această mișcare. | Muzeul de Artă, Constanța       | Cimec    |
|      | Casă țărănească Autor: Baltazar, Abgar                       | Școală: Școală modernă românească Dimensiuni: 365 x 540 mm Material: ulei pe pânză                                                            | O casă țărănească așezată la drum, are curtea delimitată cu un gard din ostrețe; casa, cu beci, prispă și acoperiș de șindrilă este spoită în alb; în fața casei ciugulesc câteva găini, iar o femeie în plan depărtat, îmbrăcată în straie naționale, se îndeletnicește cu treburi casnice; cerul albastru este străbătut de nori albi, luminoși. | Muzeul de Artă, Constanța       | Cimec    |
|      | Gladiole (Cale) Autor: Bălăcescu Demetriade, Lucia           | Școală: Școală românească modernă Dimensiuni: 722 x 605 mm Material: ulei pe pânză lipită pe carton                                           | Într-o vază albastră, din sticlă, se află mai multe gladiole și cale; vaza stă pe o masă cu învelitoare verde, iar alături de află un scaun Biedermeier cu tapițerie în lungi verticale, gri și albastre. Florile se profilează pe un perete gri, pe care se află un tablou cu ramă bogat decorată, vizibil doar în partea sa inferioară. | Muzeul de Artă, Constanța       | Cimec    |
|      | Fazan Autor: Bălțatu, Adam                                   | Școală: Școală modernă românească Dimensiuni: 500 x 810 mm Material: ulei pe pânză                                                            | Pe o masă văzută de sus, se află fazanul vânat; penajul său divers colorat armonizează cu tonurile de gri-verde, divers saturate, ale mesei și spațiului dimprejur. | Muzeul de Artă, Constanța       | Cimec    |
|      | Natură moartă cu pești Autor: Băncilă, Octav                 | Școală: Școală modernă românească Dimensiuni: 600 x 900 mm Material: ulei pe pânză                                                            | Pe o masă de bucătărie dintr-un interior se află mai mulți pești de mărimi diferite și o cratiță mare, roșie. | Muzeul de Artă, Constanța       | Cimec    |
|      | Muntele Athos, mănăstirea Gregoriu Autor: Bunescu, Marius    | Școală: Școală modernă românească Dimensiuni: 458 x 543 mm Material: ulei pe pânză                                                            | Pe țărmul stâncos, mănăstirea, cu turnul și corpurile de clădire de diverse forme și culori domină zona de mare, care se întrevede dreapta lateral. | Muzeul de Artă, Constanța       | Cimec    |
|      | Natură moartă cu flori și cărți Autor: Ciucurencu, Alexandru | Școală: Școală românească modernă Dimensiuni: 595 x 495 mm Material: ulei pe carton                                                           | Pe o masă văzută de sus se află una sau mai multe cărți, așezate într-un teanc; volumul de deasupra este o carte de artă, cu copertă galbenă; într-o vază albastră, văzută frontal, se află mai multe garoafe roșii și galbene. | Muzeul de Artă, Constanța       | Cimec    |
|      | Peisaj din Tulcea Autor: Dărăscu, Nicolae                    | Școală: Școală românească modernă Dimensiuni: 395 x 495 mm Material: ulei pe carton                                                           | Este un peisaj văzut de sus, în care case scunde, cu acoperiș de olană și minaretul moscheei din planul ultim, conferă peisajului un aspect oriental; casele sunt despărțite de grădini cu vegetație abundență; linia Dunării, adeseori acoperită de case sau copaci, sclipește în depărtare, despărțind cele două maluri. Cerul este agitat, cu nori alburii. | Muzeul de Artă, Constanța       | Cimec    |
|      | Natură moartă Autor: Dărăscu, Nicolae                        | Școală: Școală modernă românească Dimensiuni: 500 x 610 mm Material: ulei pe carton                                                           | Pe o masă de bucătărie, acoperită de o față de masă albă, care primește reflexe albăstrii, se află etalate o farfurie cu mere, iar în spatele acesteia, o draperie, o sticlă și o serie de cărți. Bine susținută compozițional, imaginea este complexă: marginea mesei determină forma feței de masă, merele primesc lumina frontal, iar sticla, de culoare albastră, este marcată de reflexe ale luminii reci; cărțile, în picioare sau suprapuse, se profilează pe un perete valorat. | Muzeul de Artă, Constanța       | Cimec    |
|      | Peisaj la marginea pădurii Autor: Dimitrescu, Ștefan         | Școală: Școală modernă românească Dimensiuni: 340 x 390 mm Material: ulei pe carton                                                           | Un copac în prim plan, alții în dreapta și la orizont, dau seama despre marginea unei păduri de foioase; câmpul deschis care ocupă planul proxim și câteva dintre planurile de adâncime este smălțuit cu flori de câmp. Cerul, de un albastru intens, străbătut de nori albi, indică o zi strălucitoare de vară. | Muzeul de Artă, Constanța       | Cimec    |
|      | Fetiță cu păpușă Autor: Dimitrescu, Ștefan                   | Școală: Școală românească modernă Dimensiuni: 610 x 493 mm Material: ulei pe carton                                                           | În interior, pe un fotoliu cu tapițerie de culoare brun, o fetiță ține în mâini o păpușă din cârpă. Fetița, tunsă băiețește, este îmbrăcată cu pantaloni scurți și pulovăr albastru. | Muzeul de Artă, Constanța       | Cimec    |
|      | Fetiță la pupitru Autor: Dimitrescu, Ștefan                  | Școală: Școală românească modernă Dimensiuni: 600 x 500 mm Material: ulei pe carton                                                           | În interiorul unei camere, profilată pe o draperie cu motiv central și chenare laterale, o fetiță, concentrată, desenează la pupitru; în jur se află alt desen, creioane colorate, penarul și un recipient-suport pentru acestea. Fetița, tunsă scurt, poartă cercei și un șorț alb peste o bluză în romburi. | Muzeul de Artă, Constanța       | Cimec    |
|      | Fetiță în albastru Autor: Henția, Sava                       | Datare: 1879 Școală: Școală modernă românească Dimensiuni: 585 x 390 mm Material: ulei pe pânză                                               | O fetiță șezând în rochie albastră specifică epocii, ține în mâini un buchet de flori; alte flori se află răspândite în jur, culese de fetiță din grădina în care se află. | Muzeul de Artă, Constanța       | Cimec    |
|      | Stradă din Sighișoara Autor: Iorgulescu-Yor, Petre           | Școală: Școală românească modernă Dimensiuni: 598 x 490 mm Material: ulei pe carton                                                           | În prim plan sunt două clădiri medievale - ziduri groase, intrări și ferestre de mici dimensiuni în raport cu plinul - legate între ele printr-o arcadă; o stradă în pantă urcă, sub arcada aflată la înălțimea primului nivel, spre zona de înălțime pe care se întrevede biserica din cetate. | Muzeul de Artă, Constanța       | Cimec    |
|      | Peisaj cu case Autor: Iorgulescu-Yor, Petre                  | Școală: Școală modernă românească Dimensiuni: 485 x 595 mm Material: ulei pe carton                                                           | Case cu acareturi și loc viran în față sunt pictate într-o zi de vară; în prim plan este pământul acoperit din loc în loc cu vegetație și o rufă roșie pe o frânghie la uscat. | Muzeul de Artă, Constanța       | Cimec    |
|      | Iarnă Autor: Mirea, Ion                                      | Școală: Școală modernă românească Dimensiuni: 585 x 825 mm Material: ulei pe pânză                                                            | Un grup de case pe Șoseaua Kiseleff din București, este văzut dinspre parc, iarna. Cerul este plumburiu. Dominantă cromatică rece. | Muzeul de Artă, Constanța       | Cimec    |
|      | Pădure Autor: Moser Padina, Alexandru                        | Școală: Școală românească modernă Dimensiuni: 500 x 650 mm Material: ulei pe pânză                                                            | Este o pădure deasă și umbroasă, profilată ca masă și prin diferiți copaci, pe cerul de un albastru intens. | Muzeul de Artă, Constanța       | Cimec    |
|      | Vas cu margarete (Flori albe) Autor: Pallady, Theodor        | Școală: Școală modernă românească Dimensiuni: 650 x 500 mm Material: ulei pe carton                                                           | Într-o vază albastră de sticlă se află un buchet de margarete; alături, pe o parte de masă acoperită, pot fi identificate revista Les Arts, un vas cu fructe - probabil lămâi, o scrumieră și o hârtie împăturită. Tendințe geometrice, reflexe purtate, culoare în strat subțire. | Muzeul de Artă, Constanța       | Cimec    |
|      | Peisaj cu case Autor: Petrașcu, Gheorghe                     | Datare: 1910 Școală: Școală românească modernă Dimensiuni: 300 x 460 mm Material: ulei pe carton                                              | Casele care ocupă aproape întreaga imagine, sunt scunde, acoperite cu șindrilă; una este spoită cu alb, cealaltă, probabil din lemn, este de culoare închisă. Un petec de cer se vede doar în partea dreaptă, sus. | Muzeul de Artă, Constanța       | Cimec    |
|      | Bărci la Veneția Autor: Petrașcu, Gheorghe                   | Școală: Școală românească modernă Dimensiuni: 340 x 430 mm Material: ulei pe pânză                                                            | Bărcile cu pânze multicolore - ocru, roșu, alb, gri antracit - se reflectă în apa lagunei și se profilează pe cerul care ocupă mai bine de jumătatea imaginii; în dreapta sunt schițate câteva case joase; ale căror ziduri primesc accente de lumină albă. | Muzeul de Artă, Constanța       | Cimec    |
|      | Flori în glastră Autor: Petrașcu, Gheorghe                   | Datare: 1933 Școală: Școală modernă românească Dimensiuni: 375 x 320 mm Material: ulei pe pânză                                               | Pe o masă văzută de sus și acoperită cu un element textil de culoare verde, se află o cană albă cu toartă, în care sunt flori și, de o parte și de alta, cărți; fundalul este întunecat, cu zona de umbră profundă a nivelul mesei. | Muzeul de Artă, Constanța       | Cimec    |
|      | La malul mării Autor: Petrașcu, Gheorghe                     | Școală: Școală românească modernă Dimensiuni: 255 x 355 mm Material: ulei pe carton                                                           | În prim plan este înregistrat, urmând o linie oblică ușor ascendentă, țărmul înalt, pe care este pictat un scaete de mari dimensiuni, profilat pe mare; aceasta ocupă aproape întreaga linie a orizontului. | Muzeul de Artă, Constanța       | Cimec    |
|      | Casă la Silistra Autor: Petrașcu, Gheorghe                   | Datare: 1931 Școală: Școală românească modernă Dimensiuni: 255 x 350 mm Material: ulei pe carton                                              | Pe oblica ușor ascendentă a unei străzi, sunt pictate o casă cu acareturi, un personaj în fața zidului, elemente de vegetație și minaretul unei geamii, secționat în partea superioară, deasupra balconului de unde muezinul îi cheamă pe credincioși la rugăciune. | Muzeul de Artă, Constanța       | Cimec    |
|      | Turc Autor: Popescu, Ștefan                                  | Școală: Școală modernă românească Dimensiuni: 730 x 600 mm Material: ulei pe pânză                                                            | În prim plan, văzut din profil, este reprezentat un turc bătrân, așezat pe un scaun într-o cafenea; un braț este așezat pe spătarul scaunului, iar celălalt se sprijină pe o masă, lângă o ceașcă de cafea și o pipă stinsă. Turcul poartă o cămașă albă - este pictat doar bust - iar pe cap, fesul tradițional; personajul se profilează pe un fundal în care pot fi identificate structura peisagistică și culorile Balcicului.                                                      | Muzeul de Artă, Constanța       | Cimec    |
|      | Trandafiri Autor: Popescu, Ștefan                            | Datare: 1930 Școală: Școală românească modernă Dimensiuni: 697 x 495 mm Material: ulei pe carton                                              | Este o tufă de trandafiri roz, care se resfrânge peste un gard de lemn și se profilează pe un cer de vară, fără nori. | Muzeul de Artă, Constanța       | Cimec    |
|      | Fetiță în parc Autor: Popescu, Vasile                        | Datare: 1936 Școală: Școală românească modernă Dimensiuni: 490 x 600 mm Material: ulei pe carton                                              | Pe aleea unui parc delimitat de vegetația din jur printr-un gard alcătuit din elemente de construcție în formă dreptunghiulară, avansează o fetiță cu un cărucior în care și-a pus păpușile; gardul se înscrie oblic în compoziție și se termină printr-un recipient care conține flori. | Muzeul de Artă, Constanța       | Cimec    |
|      | Casă Autor: Ressu, Camil                                     | Școală: Școală modernă românească Dimensiuni: 500 x 650 mm Material: ulei pe carton                                                           | În prim plan, o țărancă în costum național, așezată, probabil cusând; în partea dreaptă, zidul unor acareturi; casa se află în planul secund, iar așezarea acesteia urmează linia ușor oblică a drumului. Mai mulți copaci, cărora li se văd trunchiurile sau coroana, se profilează pe un cer de vară, cu nori albi. | Muzeul de Artă, Constanța       | Cimec    |
|      | Sat din Ardeal Autor: Ressu, Camil                           | Școală: Școală medievală românească târzie Dimensiuni: 430 x 515 mm Material: ulei pe carton                                                  | În prim plan sunt figurate contre-jour ostrețele unui gard și un torsul unui țăran cu căciulă, văzut din profil și sprijinit de trunchiul unui copac; o creangă a acestuia crează o boltă de verdeață; în plan depărtat, pe o linie perspectivală oblică, se văd un copac și un grup de case, în fața cărora se află mai multe țărănci. | Muzeul de Artă, Constanța       | Cimec    |
|      | Femeie citind Autor: Strâmbu, Ipolit                         | Școală: Școală românească modernă Dimensiuni: 540 x 390 mm Material: ulei pe carton                                                           | Este o tânără văzută de aproape; capul, acoperit de un batic legat la spate, se sprijină pe o mână; cealaltă mână ține cartea deschisă, din care femeia citește. | Muzeul de Artă, Constanța       | Cimec    |
|      | Spoitori Autor: Șirato, Francisc                             | Școală: Școală modernă românească Dimensiuni: 420 x 520 mm Material: ulei pe pânză                                                            | Un grup de țigani spoitori - o femeie și doi copii, sunt pictați într-un spațiu deschis - probabil o curte - în spatele căreia se văd parțial o frânghie cu rufe și partea inferioară a unei case; personajele - două așezate, unul în picioare, stau în jurul unor vase, iar lateral față de grup se află acareturi și copaci. În îmbrăcămintea specifică intervin elemente orientale - fesul și ilicul.                                                                               | Muzeul de Artă, Constanța       | Cimec    |
|      | Trandafiri albi Autor: Theodorescu-Sion, Ion                 | Datare: 1936 Școală: Școală românească modernă Dimensiuni: 608 x 498 mm Material: ulei pe carton                                              | Într-un interior, pe o masă acoperită cu față de masă albă, al cărei colț se răsfrânge peste suport, se află o vază cu un buchet amplu de trandafiri albi înfloriți, profilați pe un fond de culoare deschisă. | Muzeul de Artă, Constanța       | Cimec    |
|      | Cap de tătăroaică Autor: Tonitza, Nicolae                    | Datare: 1936 Școală: Școală românească modernă Dimensiuni: 344 x 248 mm Material: ulei pe carton                                              | Este un portret în profil absolut, în care se șarjează elementele orientale: ochii, pomeții, linia gurii, baticul legat într-un mod specific. | Muzeul de Artă, Constanța       | Cimec    |
|      | Fetiță citind Autor: Tonitza, Nicolae                        | Școală: Școală modernă românească Dimensiuni: 400 x 305 mm Material: ulei pe carton                                                           | Așezată pe un pat îngust, acoperit cu o cuvertură decorată geometric și mai multe perne de diferite culori, o fetiță citește concentrată un ziar sau o revistă; pereții camerei sunt tapetați cu motive florale; fetița, desculță, are papucii alături, fiind îmbrăcată cu un maiou alb și o fustă bleumarin. | Muzeul de Artă, Constanța       | Cimec    |
|      | Claudia Milian Minulescu Autor: Han, Oscar                   | Datare: 1922 Școală: Școală românească modernă Dimensiuni: 345 x 225 x 240 mm Material: bronz                                                 | Este un portret expresiv: capul, ușor aplecat, îi dă chipului o atitudine visătoare; părul scurt, strâns cu o bentiță după moda vremii, formează pe frunte mici zulufi. | Muzeul de Artă, Constanța       | Cimec    |
|      | Fetiță lucrând Autor: Han, Oscar                             | Datare: 1918 Școală: Școală românească modernă Dimensiuni: 300 x 125 x 145 mm Material: bronz                                                 | Fetița, așezată, cu picioarele încrucișate, are capul aplecat spre lucrul de mână. | Muzeul de Artă, Constanța       | Cimec    |
|      | Țărancă pe gânduri Autor: Han, Oscar                         | Școală: Școală modernă românească Dimensiuni: 390 x 170 x 155 mm Material: bronz                                                              | O tânără țărancă în straie populare, cu o mână sprijinidu-și capul, într-o atitudine meditativă. | Muzeul de Artă, Constanța       | Cimec    |
|      | Pictorul C. Ressu Autor: Baba, Corneliu                      | Datare: 1952 Școală: Școală contemporană românească Dimensiuni: 340 x 228 mm Material: creioane colorat și cărbune pe hârtie lipită pe carton | Este un portret al pictorului Ressu la bătrânețe; figura concentrată este înconjurată de părul alb; hainele de lucru demonstrează că portretul a fost făcut în atelier. | Muzeul de Artă, Constanța       | Cimec    |
|      | Peisaj Balcic Autor: Dărăscu, Nicolae                        | Datare: 1933 Școală: Școală românească modernă Dimensiuni: 315 x 460 mm Material: acuarelă pe hârtie lipită pe carton                         | În prim plan un copac, ale cărui crengi acoperă mare parte din imagine; în planul următor, pe latura dreaptă, se întrevăd niște case, o râpă, iar în depărtare, în colțul din stânga, se vede un colț de mare. | Muzeul de Artă, Constanța       | Cimec    |
|      | În împrejurimile Parisului (Picnic) Autor: Iser, Iosif       | Școală: Școală românească modernă Dimensiuni: 350 x 286 mm Material: creioane colorate pe hârtie                                              | O serie de personaje întinse, altele așezate sau în picioare, într-un peisaj mărginit de copaci; îmbrăcămintea indică o perioadă mai rece - probabil toamna; în prim plan se află o față de masă întinsă, pe care se află diferite produse; lângă bărbatul din prim plan dreapta se află o sticlă cu vin. | Muzeul de Artă, Constanța       | Cimec    |
|      | Țigancă Autor: Vermont, Nicolae                              | Școală: Școală modernă românească Dimensiuni: 160 x 160 mm - formă rotundă Material: acuarelă pe hârtie lipită pe carton                      | Țiganca este văzută din profil, cu capul sprijinit de o mână; poartă veșminte specifice, iar pe cap o broboadă albă; personajul este așezat, iar în secțiune picioarele figurează până mai jos de genunchi. | Muzeul de Artă, Constanța       | Cimec    |
|      | Două țărănci Autor: Theodorescu-Sion, Ion                    | Datare: 1923 Școală: Școala românească Dimensiuni: 500 x 395 cm Material: Ulei pe carton                                                      | Realizată în planuri largi de culoare, datorită cărora siluetele au monumentalitate. Tendință de geometrizare a planurilor; personajele se construiesc prin culoare; o tărancă în prim plan, văzută până la brâu, este așezată; a doua se apropie de ea, purtănd pe cap un ulcior; pe care îl susține cu ambele mâini. Femeile poartă costume naționale - ie și maramă. Scena se proiectează pe un fundal cu vegetație bogată.                                                          | Muzeul de Artă, Constanța       | Cimec    |